# Hành chính Việt Nam thời Pháp thuộc
Hành chính Việt Nam thời Pháp thuộc là hệ thống hành chính từ trung ương tới địa phương của người Pháp tại Bắc Kỳ, Trung Kỳ và Nam Kỳ từ năm 1884 đến năm 1945.

## Chính quyền trung ương

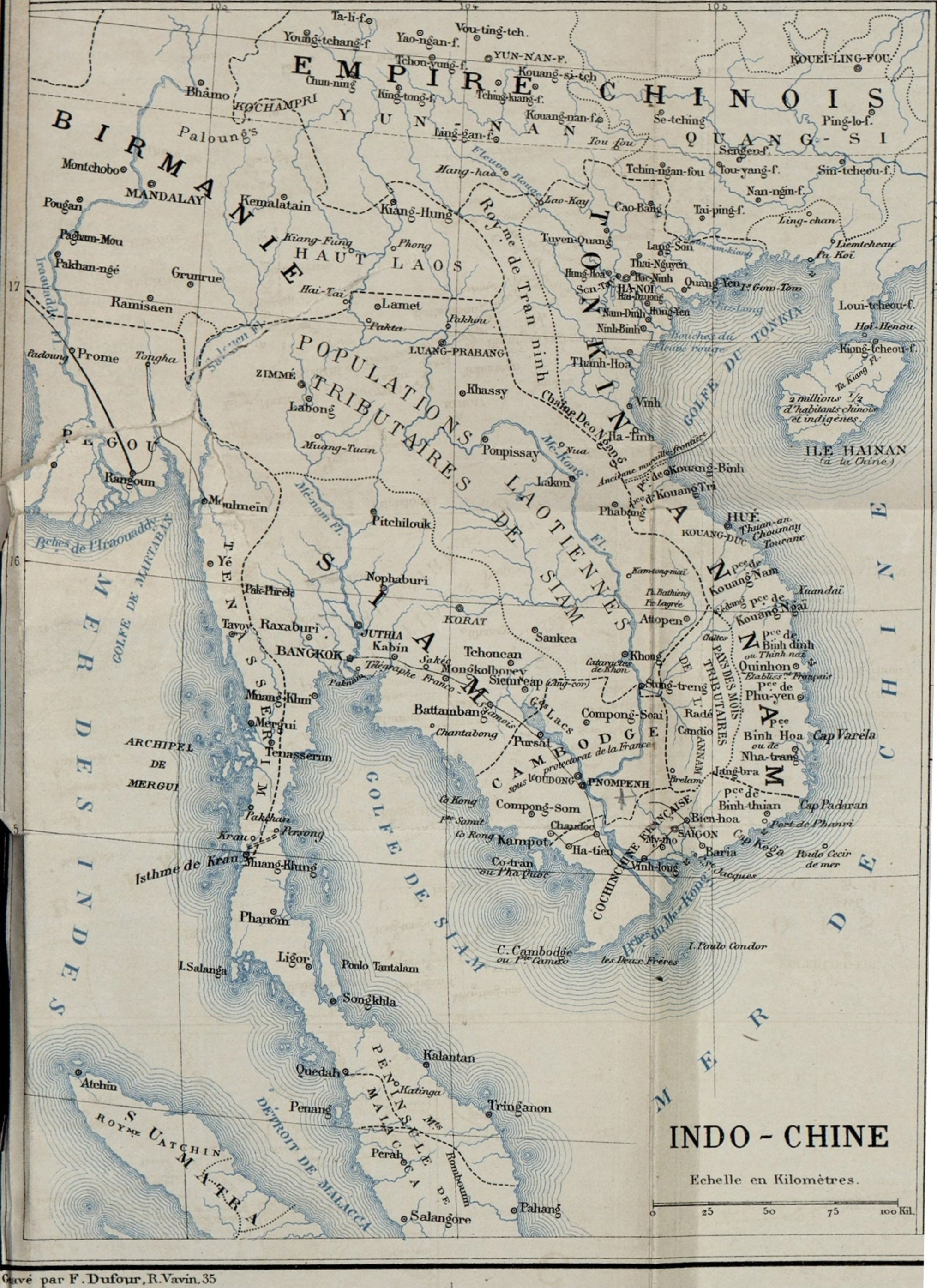
Nước Đại Nam của nhà Nguyễn vào thời điểm kết thúc độc lập năm 1883-1884, lãnh thổ chính bị chia thành 3 xứ Nam Kỳ thuộc địa (Cochinchina), Trung Kỳ (Annam), Bắc Kỳ (Tonkin) thuộc Pháp. Lãnh thổ cực đại của nhà Nguyễn thời độc lập tương đương với 3 xứ này và những vùng hay vương quốc mà nhà Nguyễn từng sáp nhập ở xung quanh: Trấn Ninh, Tây Nguyên (Pays de Mois), và Trấn Tây (Cambodge 1834-1840).

Sau các Hòa ước Harmant và Patrenôtre, nhà Nguyễn chỉ còn cai quản Trung Kỳ, Bắc Kỳ với chế độ bảo hộ dưới sự giám sát của người Pháp. Về hình thức, bộ máy triều đình Huế không thay đổi nhưng về bản chất họ chỉ là những viên chức hoạt động dưới sự lãnh đạo của người Pháp. Thỉnh thoảng họ được mở hội nghị Cơ mật viện hoặc Hội đồng thượng thư do Khâm sứ Trung kỳ chủ tọa làm tư vấn lấy lệ.
Tòa Khâm sứ Pháp có một hệ thống tổ chức hiện đại chỉ huy mọi ngành:
- Cơ quan quốc khố (Service des Trésor) gồm các ngân hàng (banque) và kho bạc (Commis des Trésor)
- Tòa án (Palais des Jutice) gồm Tham biện, Thừa biện và Sở lục bộ
- Thuế vụ (Servive des Impôts et de Droits)
- Y tế (Service des Santé)
- Thương mại (Service du Commerce)

Những cơ quan lớn thì có các Sở phụ trách, còn cơ quan nhỏ thì nằm trong Khâm sứ bộ, coi như một phòng, có Trưởng phòng phụ trách.
Trong tòa Khâm sứ có nhiều viên Khâm sứ làm Phó (Résidence), một số người Việt được tuyển dụng vào làm Thư lại gọi là Thư ký tòa sứ (Secretaire Résidence) hoặc Chủ sự (Commis). Các Bộ của triều đình nhà Nguyễn (gọi là Nam triều) đều dưới quyền chỉ huy của các Sở hoặc phòng của Khâm sứ bộ dưới danh nghĩa "phối thuộc" hay "hội đồng".
Đầu năm 1933, Pháp giao việc học sơ cấp cho nhà Nguyễn, nên lập thêm Bộ Quốc gia Giáo dục, do Phạm Quỳnh làm Thượng thư.

## Chính quyền tam Kỳ

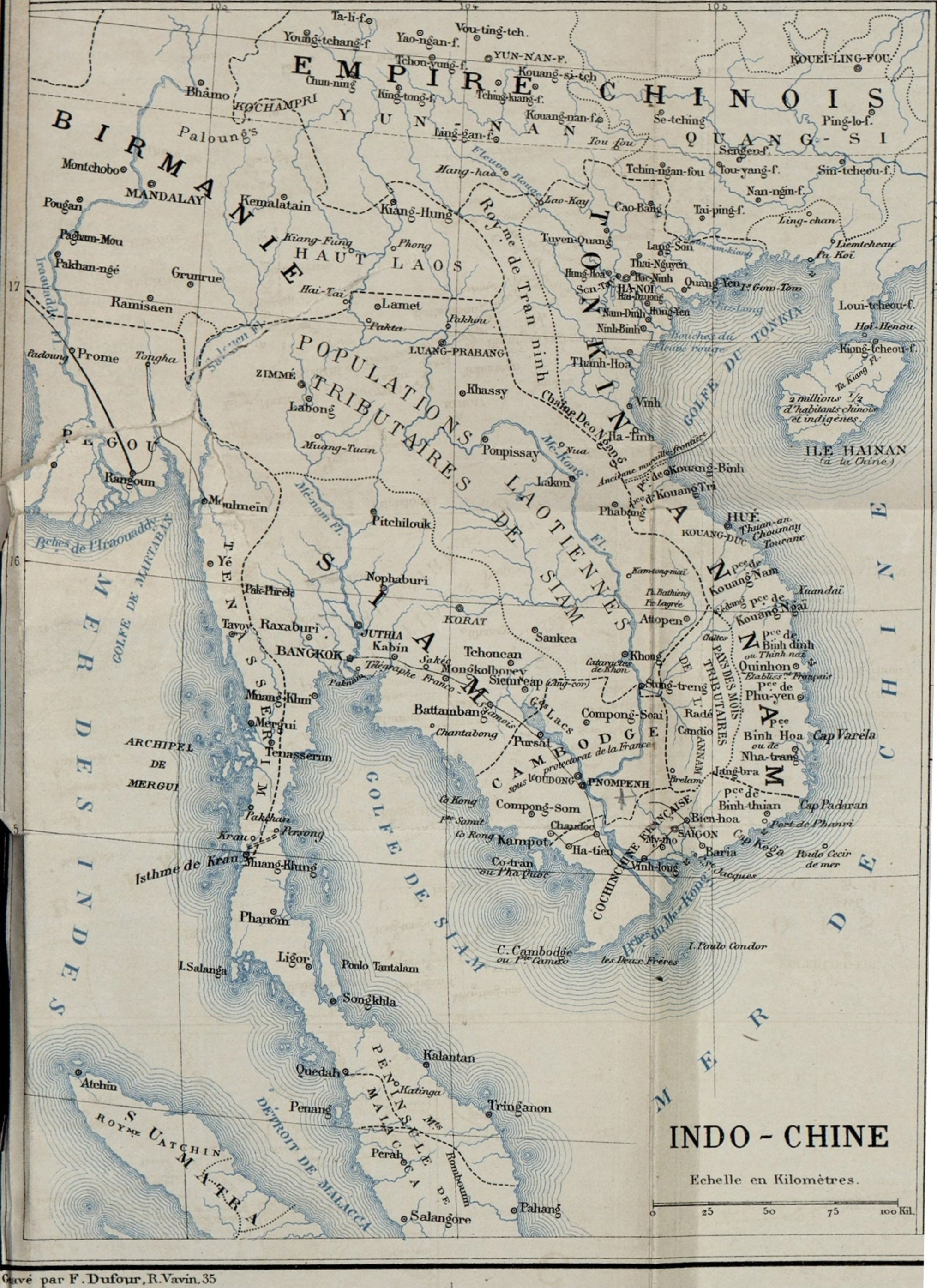
Nước Đại Nam của nhà Nguyễn vào thời điểm kết thúc độc lập năm 1883-1884, lãnh thổ chính bị chia thành 3 xứ Nam Kỳ thuộc địa (Cochinchina), Trung Kỳ (Annam), Bắc Kỳ (Tonkin) thuộc Pháp. Lãnh thổ cực đại của nhà Nguyễn thời độc lập tương đương với 3 xứ này và những vùng hay vương quốc mà nhà Nguyễn từng sáp nhập ở xung quanh: Trấn Ninh, Tây Nguyên (Pays de Mois), và Trấn Tây (Cambodge 1834-1840).

### Bắc Kỳ - Trung Kỳ
Năm 1867, người Pháp thiết lập chính quyền bảo hộ tại Trung Kỳ và Bắc Kỳ. Tại thời điểm này Pháp bổ nhiệm chức Đại biện đóng tại Huế, phái viên ngoại giao do Chính phủ Pháp đặt ra, được xếp bậc ngang với Thượng thư triều đình nhà Nguyễn (điều 20, Hiệp ước năm 1874).
Năm 1883, Chính phủ Pháp đặt chức Tổng ủy viên Cộng hòa Pháp là người đại điện Chính quyền Pháp tại Trung Kỳ và Bắc Kỳ, đóng tại Bắc Kỳ. Sau đó một năm, Chính phủ Pháp đặt ra chức "Tổng trú sứ Trung - Bắc Kỳ" đứng đầu Chính quyền Bảo hộ, trực thuộc Bộ Ngoại giao và được bổ nhiệm theo Sắc lệnh của Tổng thống Cộng hòa Pháp, đóng tại Huế, là người thay mặt Chính phủ Pháp bên cạnh triều đình Huế để thực hiện nền "bảo hộ" tại Trung - Bắc Kỳ, thay cho Tổng ủy viên Cộng hòa Pháp (điều 5, Hiệp ước năm 1884). Dưới quyền Tổng Trú sứ là Thống sứ Bắc Kỳ và Khâm sứ Trung Kỳ có thẩm quyền do Tổng Trú sứ quy định. Khâm sứ Pháp có quyền hành rất lớn, có quyền can dự cả vào việc lập vua mới của triều đình Huế. Sau khi vua Kiến Phúc mất tháng 7/1884, triều đình tôn Hàm Nghi lên ngôi. Khâm sứ Pierre Paul Rheinart thấy Nguyễn Văn Tường và Tôn Thất Thuyết tự lập vua, không hỏi ý kiến đúng như đã giao kết nên gửi quân vào Huế bắt Triều đình nhà Nguyễn phải xin phép.
Ở Bắc Kỳ, theo Hiệp ước năm 1883, đứng đầu Hà Nội, Hải Phòng và các tỉnh lớn là Công sứ Pháp. Dưới quyền Công sứ có các viên chức người Pháp đứng đầu các tỉnh nhỏ. Công sứ người Pháp chỉ kiểm soát các quan lại người bản xứ cấp tỉnh mà không trực tiếp cai trị và có quyền thuyên chuyển quan chức người Việt đi nơi khác. Công sứ chịu trách nhiệm xét xử các vụ án dân sự, thương mại và án tiểu hình xảy ra giữa người nước ngoài với nhau hoặc giữa người Việt và người nước ngoài. Công sứ còn phụ trách và kiểm soát việc thu thuế và sử dụng tiền thu thuế với sự hỗ trợ của Bố chánh người Việt.
Đối với các tỉnh Trung Kỳ, chức Công sứ được lập từ năm 1885. Chức năng của Công sứ các tỉnh Trung Kỳ chưa được quy định cụ thể như đối với Bắc Kỳ nhưng theo Hiệp ước năm 1883 Công sứ Pháp là người nắm giữ các vấn đề về thương chính và công chính còn quan chức cấp tỉnh người Việt vẫn tiếp tục cai trị như trước mà không phải chịu một sự kiểm soát nào của nước Pháp. Ở các tỉnh Bắc và Trung Kỳ vẫn tồn tại chính quyền bản xứ do người Việt quản lí. Đứng đầu cấp tỉnh là Tổng đốc hoặc Tuần phủ. Phụ tá cho Tổng đốc và Tuần phủ là Bố chánh và Án sát. Mỗi tỉnh được chia thành các phủ, huyện hoặc châu, đứng đầu là Tri phủ, Tri huyện hoặc Tri châu.
Sau khi thành lập Liên bang Đông Dương, Pháp bãi bỏ chức Tổng Trú sứ Trung - Bắc Kỳ. Bắc Kỳ và Trung Kỳ có lãnh đạo riêng. Thống sứ Bắc Kỳ chịu trách nhiệm trước Toàn quyền Đông Dương là người đứng đầu hệ thống hành chính của Pháp và An Nam tại Bắc Kỳ. Phụ tá cho Thống sứ Bắc Kỳ là các tổ chức như Phủ Thống sứ Bắc Kỳ, Hội đồng Bảo hộ Bắc Kỳ, Hội đồng Hoàn thiện giáo dục Bắc Kỳ, Các Phòng Thương mại, Phòng Canh nông Bắc Kỳ, Ủy ban tư vấn kỳ hào bản xứ, Hội đồng lợi ích kinh tế và tài chính của người Pháp ở Bắc Kỳ và các Sở chuyên môn.
Đứng đầu hệ thống hành chính cấp tỉnh ở Bắc Kỳ là Công sứ hoặc Phó Công sứ người Pháp thuộc quyền lãnh đạo trực tiếp của Thống sứ Bắc Kỳ, chịu trách nhiệm trên địa bàn mình phụ trách và báo cáo với Thống sứ Bắc Kỳ. Các tỉnh quan trọng có cả hai chức vụ trên. Ở mỗi tỉnh Bắc Kỳ có một Tòa Công sứ, Hội đồng hàng tỉnh và một số sở chuyên môn. Đứng đầu Hà Nội và Hải Phòng là Đốc lý do Toàn quyền Đông Dương bổ nhiệm có quyền hạn tương đương Công sứ chủ tỉnh. Phụ tá cho Đốc lý là Hội đồng thành phố và một số sở chuyên môn. Đứng đầu thành phố nhỏ hơn là viên Công sứ - Đốc lý, bên cạnh đó có Ủy ban thành phố do Công sứ - Đốc lý làm Chủ tịch.
Toà Khâm sứ Trung Kỳ thiết lập năm 1886 là cơ quan chỉ đạo về mọi mặt hoạt động của chính quyền địa phương ở Trung Kỳ. Phụ tá cho Khâm sứ Trung Kỳ có các tổ chức như: Hội đồng Bảo hộ, Phòng Tư vấn liên hiệp thương mại canh nông Trung Kỳ, Hội đồng hoàn thiện giáo dục bản xứ Trung Kỳ, Hội đồng lợi ích kinh tế và tài chính của người Pháp ở Trung Kỳ; Ủy ban khai thác thuộc địa Trung Kỳ.
Tại mỗi tỉnh Trung Kỳ có Công sứ người Pháp để nắm bắt các vấn đề về thương chính và công chính trong tỉnh. Đối với tỉnh quan trọng hoặc địa bàn rộng có thêm chức Phó Công sứ và đặt thêm một trung tâm hành chính hoặc Sở Đại lý. Ở mỗi tỉnh có một Tòa Công sứ và Hội đồng hàng tỉnh phụ tá cho Công sứ. Đứng đầu thành phố Đà Nẵng là Đốc lý. Phụ tá cho Đốc lý có Ủy ban thành phố. Đứng đầu các thành phố nhỏ hơn là viên Công sứ - Đốc lý, bên cạnh đó là Ủy ban thành phố do Công sứ - Đốc lý làm Chủ tịch.
Tại Bắc Kỳ và Trung Kỳ, người Pháp thực hiện chính sách "cải lương hương chính" để can thiệp vào tổ chức quản lí cấp xã nhằm xóa bỏ sự tự trị và dân chủ kéo dài hàng ngàn năm của cộng đồng làng xã ở Việt Nam và thay thế tầng lớp Nho sĩ lãnh đạo làng xã, được dân chúng bầu chọn nhờ đạo đức và học vấn, bằng tầng lớp địa chủ có thế lực, địa vị nhờ tài sản. Bằng những cải cách hệ thống chính quyền làng xã, người Pháp muốn kiểm soát dân chúng chặt chẽ hơn, ngăn ngừa những cuộc nổi loạn do giới Nho sĩ lãnh đạo và tạo ra một tầng lớp lãnh đạo địa phương dễ sai bảo. Tổ chức hành chính cấp xã dưới thời Pháp thuộc phải chịu sự giám sát và kiểm soát của chính quyền cấp tỉnh về nhân sự cũng như mọi hoạt động của xã. Lý trưởng, xã trưởng là người trung gian giữa dân chúng trong làng, xã và chính quyền cấp tỉnh. Bên cạnh Lý trưởng còn có các tổ chức như Hội đồng kì mục, Hội đồng Tộc biểu, Hội đồng Đại Kì mục và các ủy ban thường trực.
Bên cạnh bộ máy hành chính người Pháp cũng xây dựng hệ thống quân sự tại Bắc Kỳ. Năm 1888, người Pháp chia địa bàn miền Bắc thành 14 Quân khu. Mỗi Quân khu được chia thành các tiểu quân khu gồm các đồn binh. Đến năm 1891, Toàn quyền Đông Dương bãi bỏ các Quân khu để thiết lập các đạo quan binh đứng đầu là viên Tư lệnh có quyền quân sự và dân sự. Về quân sự, Tư lệnh độc lập chỉ huy và tổ chức mọi cuộc hành quân trên địa bàn và chịu sự chỉ đạo tối cao của Tổng Tư lệnh lực lượng quân đội viễn chính Pháp tại Đông Dương. Về dân sự, Tư lệnh chịu sự chỉ đạo tối cao trực tiếp của Toàn quyền Đông Dương. Mỗi đạo quan binh được chia thành các Tiểu quân khu, đứng đầu là viên sĩ quan có quyền hành như Công sứ, chịu sự chỉ đạo trực tiếp của Tư lệnh đạo quan binh. Đến năm 1908, Toàn quyền Đông Dương cải tổ đạo quan binh. Theo đó, đạo quan binh được tổ chức ngang với cấp tỉnh, đứng đầu là Tư lệnh có quyền hành chính, tư pháp ngang với Công sứ và chịu sự chỉ đạo trực tiếp của Thống sứ Bắc Kỳ. Về quân sự, Tư lệnh đạo quan binh chịu sự chỉ đạo trực tiếp của Tổng Tư lệnh lực lượng quân đội viễn chính Pháp tại Đông Dương. Mỗi đạo quan binh có một số Đại lý. Mỗi đạo quan binh cũng có Hội đồng hàng tỉnh như bên dân sự.

### Nam Kỳ
Theo Hiệp ước năm 1862, ba tỉnh miền Đông Nam Kỳ trở thành thuộc địa trực thuộc Bộ Hải quân và Thuộc địa do một viên Đô đốc chịu trách nhiệm cả về dân sự và quân sự. Đến năm 1879, đứng đầu Nam Kỳ là Thống đốc. Sau khi thành lập Liên bang Đông Dương, Thống đốc Nam Kỳ làm việc tại Tòa Thống đốc Nam Kỳ chịu sự chỉ đạo trực tiếp của Toàn quyền Đông Dương tương đương với Thống sứ Bắc Kì và Khâm sứ Trung Kỳ. Chức vụ Giám đốc Nha Nội chính bị xóa bỏ. Bên cạnh Thống đốc Nam Kỳ có các tổ chức phụ tá Hội đồng Tư mật, Hội đồng thuộc địa, Phòng Thương mại Nam Kỳ, Phòng Canh nông Nam Kỳ, Hội đồng Học chính Nam Kỳ, Ủy ban khai thác thuộc địa Nam Kỳ... Dưới Thống đốc Nam Kỳ là: Tổng Biện lý chịu trách nhiệm về mặt pháp chế; Chánh chủ trì chịu trách nhiệm về vấn đề tài chính và Giám đốc Nha Nội chính. Nha Nội chính gồm Ban Tổng Thư kí, Ban Hành chính và Hoà giải, Ban Canh nông -Thương mại. Dưới quyền Giám đốc Nha Nội chính là các Tham biện chịu trách nhiệm chỉ đạo đội lính cơ trong khu vực quản lí. Bên cạnh hệ thống hành chính còn có các hội đồng phụ tá như: Hội đồng tư mật, Hội đồng thuộc địa Nam Kì, Hội đồng tiểu khu, Hội đồng hàng tỉnh.
Thời kì này, Nam Kỳ được chia thành bốn khu vực hành chính là Sài Gòn, Mỹ Tho, Vĩnh Long và Bát Xác. Mỗi khu vực hành chính được chia thành các tiểu khu hành chính (đến năm 1900 được gọi là tỉnh) gồm các tổng. Đứng đầu tiểu khu hành chính là viên quan người Pháp ngạch quan cai trị. Mỗi tiểu khu được chia thành một số đơn vị là Trung tâm hành chính, đứng đầu là quan chức người Việt với chức danh là Đốc phủ sứ, Tri phủ hoặc Tri huyện tương đương cấp phủ, huyện ở Bắc và Trung Kì. Mỗi tiểu khu hành chính được chia thành các tổng gồm nhiều xã. Chánh, Phó chánh tổng do các viên thanh tra chỉ định được xếp ngạch nhân viên hành chính. Đứng đầu cấp xã là xã trưởng và phó lý. Nam Kỳ được chia thành 20 tỉnh và 2 thành phố lớn là Sài Gòn và Chợ Lớn. Đứng đầu Sài Gòn và Chợ Lớn là Đốc lý và Phó Đốc lý. Đứng đầu tỉnh là viên chức người Pháp. Mỗi tỉnh có một Sở Tham biện, Hội đồng hàng tỉnh phụ tá cho chủ tỉnh. Ở Nam Ký không tồn tại hệ thống chính quyền cấp tỉnh của người Việt do đó người Pháp quản lí và điều hành trực tiếp bộ máy hành chính. Tại một số tỉnh, có các trung tâm hành chính hoặc Sở Đại lý.
Thành phố Sài Gòn được thành lập năm 1877. Thành phố Chợ Lớn được thành lập năm 1879. Đứng đầu thành phố là Đốc lý tương đương quan chủ tỉnh. Ngoài ra còn có Hội đồng thành phố có chức năng thảo luận, biểu quyết, quyết định những vấn đề của thành phố; góp ý về những vấn đề mà cấp trên yêu cầu và đề đạt mọi nguyện vọng liên quan đến lợi ích của thành phố lên cấp trên.
Tại Nam Kỳ, người Pháp cũng cải cách hệ thống chính quyền cấp làng xã nhằm xóa bỏ sự tự trị và dân chủ ở cấp làng xã. Đứng đầu mỗi làng là Lý trưởng, đứng đầu xã là Xã trưởng. Bên cạnh Lý trưởng còn có các tổ chức như Hội đồng kỳ mục, Hội đồng Tộc biểu, Hội đồng Đại Kỳ mục và các ủy ban thường trực.

### Tây Nguyên
Từ thời các chúa Nguyễn, các bộ lạc ở Tây Nguyên mà mạnh nhất là bộ tộc người Gia Rai với các vị tiểu vương Thủy Xá, Hỏa Xá đã từng triều cống chính quyền Đàng Trong. Vào năm 1830, vua Minh Mạng sáp nhập vùng đất Tây Nguyên ngày nay và đưa vào bản đồ Đại Nam, mặc dù không hề có người Kinh sinh sống cũng như quan lại cai trị. Tây Nguyên lúc đó được xem là vùng tự trị của Việt Nam. Đến thời Pháp thuộc, người Pháp xem Tây Nguyên là một phần lãnh thổ Việt Nam.
Sau khi người Pháp nắm được quyền kiểm soát Việt Nam, họ đã thực hiện hàng loạt các cuộc thám hiểm và chinh phục vùng đất Tây Nguyên. Trước đó, các nhà truyền giáo đã đi tiên phong lên vùng đất còn hoang sơ và chất phác này. Năm 1888, một người Pháp gốc đảo Corse tên là Mayréna sang Đông Dương, chọn Dakto làm vùng đất cát cứ và lần lượt chinh phục được các bộ lạc thiểu số. Ông thành lập Vương quốc Sedang có Quốc kỳ và phát hành giấy bạc, có cấp chức riêng và tự mình lập làm vua xưng là Marie đệ Nhất. Nhận thấy được vị trí quan trọng của vùng đất Tây Nguyên, nhân cơ hội Mayréna về châu Âu vận động xin viện trợ từ các cường quốc Tây phương, chính phủ Pháp đã đưa công sứ Quy Nhơn F. Guiomar (1889 - 1890) lên tiếp thu. Mayréna trên đường trở lại Đông Dương khi quá cảnh Tân Gia Ba thì bị nhà chức trách giữ lại. Chính phủ Pháp cũng ra lệnh cấm Mayréna nhập cảnh. Mayréna mất không lâu sau đó ở Mã Lai. Vùng Tây Nguyên kể từ năm 1889 được đặt dưới quyền quản lý của Công sứ Quy Nhơn và vương quốc Sedang cũng bị giải tán.
Năm 1891, bác sĩ Alexandre Yersin mở cuộc thám hiểm và phát hiện ra Cao nguyên Lang Biang. Ông đã đề nghị với Chính phủ thuộc địa xây dựng một thành phố nghỉ mát tại đây. Nhân dịp này, người Pháp bắt đầu chú ý khai thác kinh tế đối với vùng đất này. Tuy nhiên, về danh nghĩa, vùng đất Tây Nguyên vẫn thuộc quyền kiểm soát của Triều đình Huế. Vì vậy, ngày 16 tháng 10 năm 1898, Khâm sứ Trung Kỳ là Léon Jules Pol Boulloche (1898 - 1900) đề nghị Cơ mật Viện triều Nguyễn giao cho Pháp trực tiếp phụ trách an ninh tại các cao nguyên Trung Kỳ. Năm 1898, khi vương quốc Sedang bị giải tán thì ngay năm sau (tức 1899), thực dân Pháp buộc vua Đồng Khánh ban dụ ngày 16 Tháng 10 trao cho họ Tây Nguyên để họ có toàn quyền tổ chức hành chính và trực tiếp cai trị các dân tộc thiểu số ở đây. Triều đình Huế chỉ giữ việc bổ nhiệm một viên quan Quản đạo có tính cách tượng trưng. Năm 1900, Toàn quyền Paul Doumer đích thân thị sát Đà Lạt và quyết định chọn Đà Lạt làm thành phố nghỉ mát, bắt đầu sự can thiệp trực tiếp trên cao nguyên.
Về mặt hành chánh năm 1901 người Pháp đặt sở Đại lý ở Trà Mi, tỉnh Quảng Ngãi để quản lý toàn vùng sơn cước bốn tỉnh Quảng Nam, Quảng Ngãi, Bình Định và Phú Yên. Tuy đây chưa phải là đất Cao nguyên nhưng được dùng làm cơ sở tiếp quản dần, tách rời vùng mạn ngược với miền xuôi.

## Địa giới hành chính

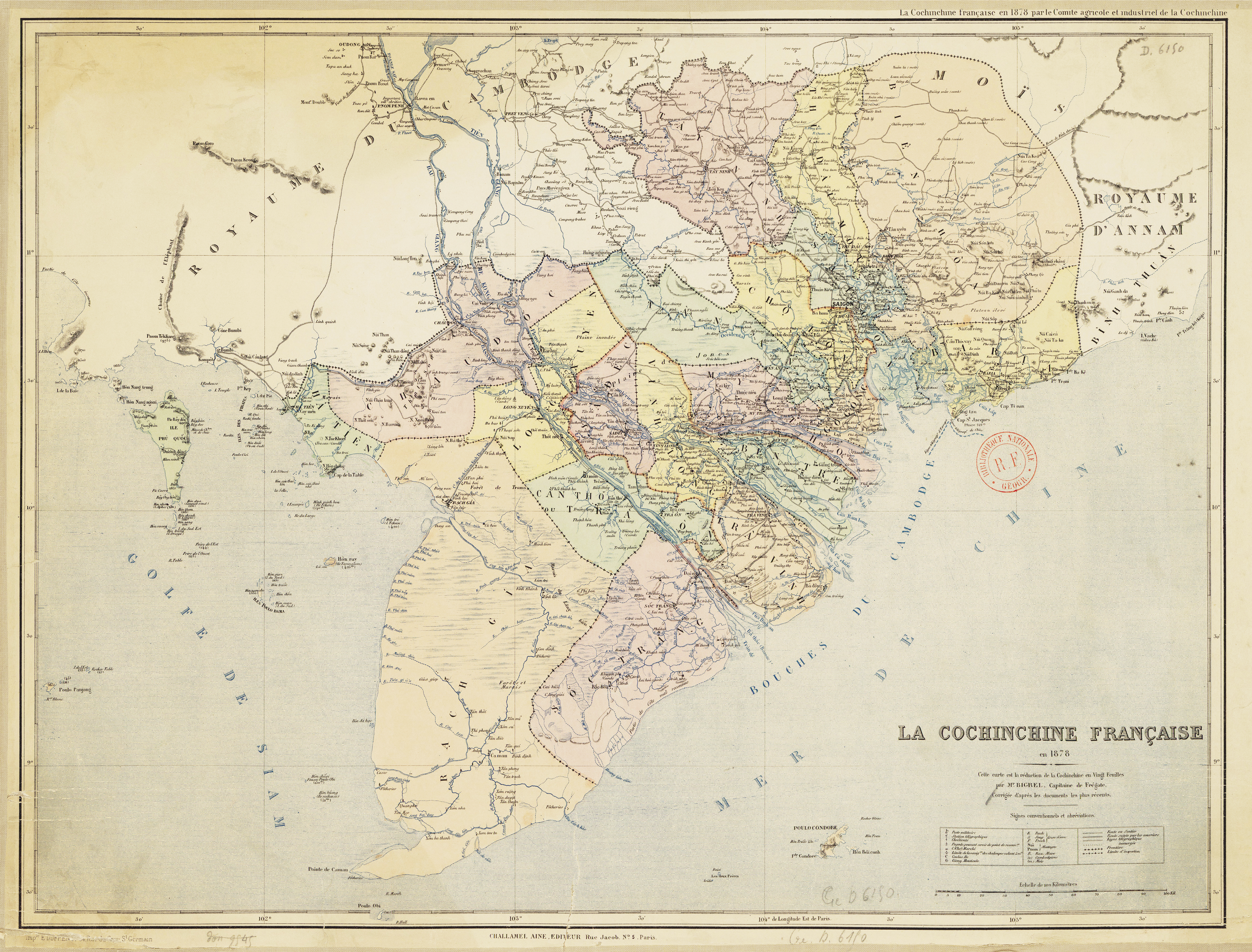
Bản đồ hành chính Nam Kỳ thuộc Pháp (Cochinchine Francaise) cuối thế kỷ 19.

Về cơ bản, địa giới hành chính các tỉnh thuộc 3 xứ Bắc Kỳ, Trung Kỳ và Nam Kỳ (tức là Việt Nam ngày nay), vẫn giữ như thời Nguyễn độc lập. Trong quá trình cai trị, người Pháp có những điều chỉnh, chia tách thành lập tỉnh mới. Về cơ bản, tới cuối thế kỷ 19, việc phân chia hành chính các tỉnh Việt Nam hoàn tất, sang thế kỷ 20 có một số ít việc chia tách khác. Trong những lần điều chỉnh, Nam Bộ là khu vực được điều chỉnh hành chính nhiều nhất, đã lập mới và 16 tỉnh thuộc Nam Bộ - Nam Kỳ (so với 8 tỉnh mới thuộc Bắc Bộ - Bắc Kỳ và 1 tỉnh mới thuộc Trung Bộ - Trung Kỳ):
- Năm 1889 chia tỉnh Gia Định thành 4 tỉnh mới: Gia Định (Sài Gòn), Chợ Lớn, Tân An (phần nhỏ phía đông bắc Vàm Cỏ Tây), Tây Ninh và cắt một phần đất lớn của tỉnh này (nằm giữa thượng nguồn Vàm Cỏ Đông và Vàm Cỏ Tây là Xoài Tiếp (Kvay Teep)) về cho Cao Miên lập thành tỉnh Svay Rieng.
- Năm 1889 chia tỉnh Biên Hòa thành 3 tỉnh: Biên Hòa, Bà Rịa, Thủ Dầu Một
- Năm 1889 chia tỉnh Định Tường thành toàn bộ hay phần lớn 3 tỉnh mới: Mỹ Tho, Gò Công, Tân An (phần lớn phía tây Vàm Cỏ Tây). Và chia thành các phần nhỏ vào các tỉnh Châu Đốc, Long Xuyên, Sa Đec, Vĩnh Long.
- Năm 1889 chia tỉnh Vĩnh Long thành 3 tỉnh mới: Vĩnh Long, Bến Tre, Trà Vinh, một phần Cần Thơ (Trà Ôn).
- Năm 1889 chia tỉnh An Giang thành 5 tỉnh mới: Châu Đốc, Long Xuyên, Cần Thơ (Trà Ôn), Sa Đéc, Sóc Trăng. Cắt phần đất phía bắc kênh Vĩnh Tế (nguyên là đất Hà Âm trả về cho Campuchia (huyện Kiri Vong).
- Năm 1889 chia tỉnh Hà Tiên thành 3 tỉnh mới: Hà Tiên, Rạch Giá, Bạc Liêu. Cắt một phần đất phía bắc trả về cho Campuchia (Banteay Meas (Sài Mạt), Kampong Trach).
- Năm 1890 tách một phần tỉnh Hà Nội thành lập tỉnh Hà Nam
- Năm 1890 tách một phần tỉnh Nam Định để thành lập tỉnh Thái Bình.
- Năm 1895 tách một phần tỉnh Bắc Ninh thành lập tỉnh Bắc Giang
- Năm 1898 tách một phần tỉnh Hải Dương thành lập tỉnh Kiến An
- Năm 1899 tách một phần tỉnh Sơn Tây thành lập tỉnh Vĩnh Yên
- Năm 1905 lại tách một phần tỉnh Sơn Tây và một phần tỉnh Bắc Ninh thành lập tỉnh Phúc Yên
- Năm 1900 tách một phần tỉnh Thái Nguyên thành lập tỉnh Bắc Kạn
- Thời Thành Thái tách một phần tỉnh Quảng Yên thành lập tỉnh Hải Ninh
- Năm 1899 tách một phần tỉnh Bình Thuận thành lập tỉnh Đồng Nai Thượng. Năm 1903 bãi bỏ tỉnh Đồng Nai Thượng.
- Ngày 6 tháng 1 năm 1916: thành lập tỉnh Lâm Viên, gồm Đà Lạt và Di Linh, tách từ tỉnh Bình Thuận. Ngày 31 tháng 10 năm 1920 xóa bỏ tỉnh Lâm Viên, một phần lập ra thành phố Đà Lạt, phần còn lại lập lại tỉnh Đồng Nai Thượng, tỉnh lỵ đặt tại Di Linh.
- Ngày 8 tháng 1 năm 1941, lập lại tỉnh Lâm Viên, tỉnh lỵ đặt tại Đà Lạt.

Như vậy từ 31 tỉnh thời Nguyễn độc lập, người Pháp tách và đặt thêm 26 tỉnh nữa trong thời gian cai trị Việt Nam là Hà Nam, Chợ Lớn, Tân An, Tây Ninh, Thái Bình, Bắc Giang, Kiến An, Vĩnh Yên, Phúc Yên, Bắc Kạn, Hải Ninh, Đồng Nai Thượng, Lâm Viên, Bà Rịa, Thủ Dầu Một, Mỹ Tho, Gò Công, Sa Đéc, Bến Tre, Trà Vinh, Châu Đốc, Cần Thơ, Sóc Trăng, Rạch Giá, Long Xuyên, Bạc Liêu. Tính tổng số Việt Nam thời Pháp thuộc có 55 tỉnh:
| - Hà Nội - Hà Nam - Thái Bình - Ninh Bình - Nam Định - Hưng Yên - Hải Dương - Kiến An - Sơn Tây - Bắc Ninh - Bắc Giang - Vĩnh Yên - Phúc Yên - Quảng Yên - Hải Ninh - Thái Nguyên - Bắc Kạn - Lạng Sơn - Cao Bằng | - Tuyên Quang - Hưng Hóa - Phủ Thừa Thiên - Quảng Bình - Quảng Trị - Hà Tĩnh - Nghệ An - Thanh Hóa - Quảng Nam - Quảng Ngãi - Bình Định - Phú Yên - Khánh Hòa - Bình Thuận - Gia Định - Chợ Lớn - Tân An - Tây Ninh | - Biên Hòa - Đồng Nai Thượng - Lâm Viên - Bà Rịa - Thủ Dầu Một - Mỹ Tho - Vĩnh Long - Gò Công - Hà Tiên - Sa Đéc - Bến Tre - Trà Vinh - Châu Đốc - Cần Thơ - Sóc Trăng - Rạch Giá - Long Xuyên - Bạc Liêu |

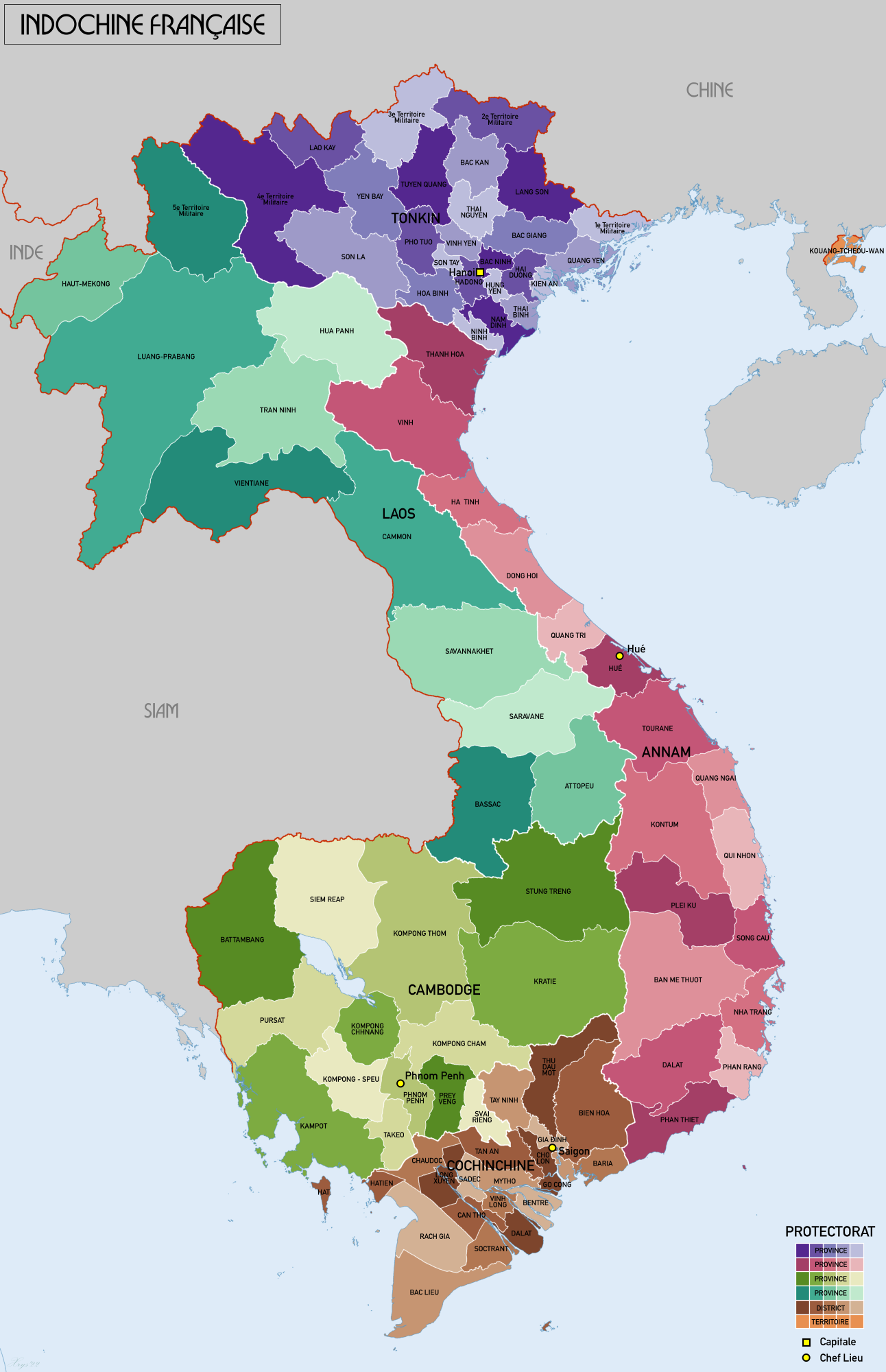
Bản đồ hành chính Liên bang Đông Dương năm 1937

Tại mỗi tỉnh, người Pháp đặt chức Công sứ, Phó Công sứ chỉ huy và có nhiều ngành dọc của Pháp. Bộ máy cai trị của nhà Nguyễn tại các tỉnh vẫn được duy trì trên danh nghĩa nhưng không có quyền hạn thực tế.
Cụ thể:
- Lai Châu: cơ bản diện tích tỉnh Điện Biên, Lai Châu ngày nay, một phần Sơn La ngày nay. Tỉnh lỵ: Lai Châu (nay là thị xã Mường Lay thuộc Điện Biên)
- Sơn La: cơ bản diện tích tỉnh Sơn La ngày nay. Tỉnh lỵ: Sơn La
- Lào Kay (Lào Cai): cơ bản phần lớn diện tích Lào Cai hiện nay và một phần Lai Châu ngày nay. Tỉnh lỵ: Lào Kay (Lào Cai)
- Yên Báy (Yên Bái): cơ bản diện tích tỉnh Yên Bái này nay, một phần Lào Cai và một phần Tuyên Quang ngày nay. tỉnh lỵ: Yên Báy (Yên Bái)
- Hà Giang: cơ bản diện tích Hà Giang và một phần Cao Bằng ngày nay. Tỉnh lỵ: Hà Giang
- Tuyên Quang: hầu hết Tuyên quang và một phần Yên Bái ngày nay. Tỉnh lỵ: Tuyên Quang
- Cao Bằng: cơ bản phần lớn diện tích Cao Bằng ngày nay. Tỉnh lỵ: Cao Bằng
- Lạng Sơn: cơ bản phần lớn diện tích Lạng Sơn ngày nay. Tỉnh lỵ: Lạng Sơn
- Bad Kạn (Bắc Kạn): cơ bản diện tích Bác Kạn ngày nay. Tỉnh lỵ: Bắc Kạn
- Thái Nguyên: cơ bản diện tích Thái Nguyên ngày nay. Tỉnh lỵ: Thái Nguyên
- Phú Thọ: cơ bản diện tích Phú Thọ và một phần Tuyên Quang ngày nay. Tỉnh lỵ: Phú Thọ (nay là thị xã thuộc tỉnh)
- Vĩnh Yên: cơ bản Vĩnh Phúc ngày nay và một phần Hà Nội ngày nay. Tỉnh lỵ: Vĩnh Yên. Sau một phần tách ra thành lập tỉnh Phúc Yên.
- Phúc Yên: tách từ Vĩnh Yên, cơ bản Phúc Yên và một phần Hà Nội ngày nay. Tỉnh lỵ: Phúc Yên
- Hòa Bình: cơ bản diện tích Hòa Bình ngày nay. Tỉnh lỵ: Hòa Bình
- Sơn Tây: cơ bản một phần Hà Tây cũ trước khi sáp nhập Hà Nội. Tỉnh lỵ: Sơn Tây (nay là thị xã của Hà Nội)
- Hà Đông: cơ bản một phần Hà Tây cũ và một phần Hà Nội trước khi mở rộng. Tỉnh lỵ: Hà Đông (nay là một quận Hà Nội)
- Hà Nội (thành phố): một phần nội thành Hà Nội hiện nay.
- Bắc Giang: cơ bản tỉnh Bắc Giang ngày nay. Tỉnh lỵ: Phủ Lạng Thương (nay là thành phố Bắc Giang)
- Bắc Ninh: cơ bản tỉnh Bắc Ninh ngày nay và một phần Hà Nội ngày nay. Tỉnh lỵ: Bắc Ninh
- Hải Dương: cơ bản tỉnh Hải Dương, và một phần tỉnh Quảng Ninh và một phần Hải Phòng ngày nay. Tỉnh lỵ: Hải Dương
- Hưng Yên: cơ bản tỉnh Hưng Yên ngày nay. Tỉnh lỵ: Hưng Yên
- Hải Ninh: một phần Quảng Ninh và một phần Lạng Sơn ngày nay. Tỉnh lỵ: Món Cáy (Móng Cái).
- Quảng Yên một phần Quảng Ninh và một phần Hải Phòng ngày nay. Tỉnh lỵ: Quảng Yên (nay là thị xã thuộc tỉnh)
- Hải Phòng (thành phố): một phần nội thành Hải Phòng ngày nay.
- Kiến An: phần lớn Hải Phòng ngày nay. Tỉnh lỵ: Kiến An (nay là một quận thành phố Hải Phòng)
- Thái Bình: cơ bản diện tích Thái Bình hiện nay. Tỉnh lỵ: Thái Bình
- Nam Định: cơ bản diện tích tỉnh Nam Hà cũ trước khi tách làm hai và một phần tỉnh Ninh Bình ngày nay. Tỉnh lỵ: Nam Định. Sau một phần tách ra thành lập tỉnh Hà Nam.
- Hà Nam: tách ra từ tỉnh Nam Định, cơ bản diện tích tỉnh Hà Nam ngày nay. tỉnh lỵ: Phủ Lý
- Ninh Bình: phần lớn diện tích Ninh Bình ngày nay. Tỉnh lỵ: Ninh Bình.
- Thanh Hóa: cơ bản diện tích tỉnh Thanh Hóa ngày nay. Tỉnh lỵ: Thanh Hóa
- Nghệ An: cơ bản diện tích Nghệ An ngày nay. Tỉnh lỵ: Vinh
- Hà Tĩnh: cơ bản diện tích Hà Tĩnh ngày nay. Tỉnh lỵ: Hà Tĩnh
- Quảng Bình: cơ bản diện tích Quảng Bình ngày nay. Tỉnh lỵ: Đồng Hới.
- Quảng Trị: cơ bản diện tích Quảng Trị ngày nay. Tỉnh lỵ: Quảng Trị (nay là thị xã thuộc tỉnh)
- Thừa Thiên: cơ bản diện tích Thừa Thiên Huế ngày nay. Tỉnh lỵ: Huế
- Tourane (Đà Nẵng): thành phố nhượng địa, sau đó tách khỏi Quảng Nam, một phần nội thành Đà Nẵng ngày nay
- Quảng Nam: cơ bản diện tích Quảng Nam ngày nay và một phần Đà Nẵng ngày nay. Tỉnh lỵ: Faifoo (Hội An) (nay là thành phố thuộc tỉnh)
- Quảng Ngãi: cơ bản diện tích Quảng Ngãi ngày nay. Tỉnh lỵ: Quảng Ngãi.
- Bình Định: cơ bản diện tích Bình Định và một phần Phú Yên ngày nay. Tỉnh lỵ: Qui Nhơn (Quy Nhơn)
- Phú Yên: tách ra từ tỉnh Bình Định, và một phần Khánh Hoa, cơ bản diện tích Phú Yên ngày nay. Tỉnh lỵ: Sông Cầu (nay là thị xã thuộc tỉnh)
- Khánh Hòa: cơ bản diện tích Khánh Hòa, một phần diện tích Ninh Thuận, Phú Yên, Đắk Lắk ngày nay. Tỉnh lỵ: Nha Trang
- Bình Thuận: cơ bản diện tích Bình Thuận ngày nay. Tỉnh lỵ: Phan Thiết
- Ninh Thuận: tách ra từ tỉnh Khánh Hòa, cơ bản diện tích Ninh Thuận ngày nay. tỉnh lỵ: Phan Rang (nay là Phan Rang - Tháp Chàm)
- Kon Tum: cơ bản diện tích Kon Tum, Gia Lai, phần lớn Đắk Lắk và Đắk Nông ngày nay. Tỉnh lỵ: KonTum (Kon Tum). Sau một phần tách ra thành lập tỉnh Đắk Lắk, tiếp đó một phần tách ra lập tỉnh Pleiku có tỉnh lỵ cùng tên.
- Đắk Lắk: tách ra từ tỉnh Kon Tum, và một phần Khánh Hòa, gồm phần lớn Đắk Lắk và Đắk Nông ngày nay. Tỉnh lỵ: B.Mê Thuột (Ban Mê Thuột)
- Lang Biang (Lâm Viên, sau đổi là Đồng Nai Thượng, có điều chỉnh địa giới): cơ bản diện tích Lâm Đồng ngày nay. Tỉnh lỵ: Dalat (Đà Lạt). Sau tách thành phố Đà Lạt ra, và sau thành lập tỉnh Lâm Viên tỉnh lỵ Đà Lạt trong khi Đồng Nai Thượng có tỉnh lỵ Di Linh)
- Biên Hòa: cơ bản diện tích Đồng Nai, một phần Bình Phước, Bình Dương và Đắk Nông ngày nay. Tỉnh lỵ: Biên Hòa
- Bà Rịa: cơ bản diện tích Bà Rịa - Vũng Tàu ngày nay. Tỉnh lỵ: Bà Rịa (hiện vẫn lại là tỉnh lỵ tỉnh)
- Thủ Dầu Một: cơ bản phần lớn binh Dương, Bình Phước, một phần Đắk Nông ngày nay. Tỉnh lỵ: Thủ Dầu Một
- Tây Ninh: cơ bản diện tích Tây Ninh ngày nay. Tỉnh lỵ: Tây Ninh
- Gia Định: cơ bản phần lớn Thành phố Hồ Chí Minh ngày nay. Tỉnh lỵ: Gia Định (một phần nội thành TP.HCM hiện nay)
- Sài Gòn: một phần nội thành TP.HCM hiện nay
- Chợ Lớn: một phần Long An và một phần TP.HCM hiện nay. Tỉnh lỵ: Chợ Lớn (một phần nội thành TP.HCM hiện nay)
- Long An: cơ bản phần lớn Long An ngày nay. Tỉnh lỵ: Tân An
- Gò Công: cơ bản một phần Tiền Giang ngày nay. Tỉnh lỵ: Gò Công
- Mỹ Tho: cơ bản một phần Tiền Giang ngày nay. Tỉnh lỵ: Mỹ Tho
- Bến Tre: cơ bản diện tích tỉnh Bến Tre hiện nay. Tỉnh lỵ: Bến Tre
- Vĩnh Long: cơ bản phần lớn diện tích tỉnh Vĩnh Long ngày nay, một phần tỉnh Đồng Tháp ngày nay. Tỉnh lỵ: Vĩnh Long
- Trà Vinh: cơ bản diện tích tỉnh Trà Vinh hiện nay. Tỉnh lỵ: Trà Vinh
- Sa Đéc: một phần tỉnh Đồng Tháp ngày nay. Tỉnh lỵ: Sa Đéc (nay là thành phố thuộc tỉnh Đồng Tháp)
- Châu Đốc: một phần tỉnh An Giang và Đồng Tháp ngày nay. Tỉnh lỵ: Châu Đốc (nay là thành phố thuộc tỉnh An Giang)
- Long Xuyên: cơ bản diện tích một phần An Giang, một phần thành phố Cần Thơ, một phần Đồng Tháp ngày nay. Tỉnh lỵ: Long Xuyên
- Cần Thơ: cơ bản một phần thành phố Cần Thơ, tỉnh Hậu Giang và tỉnh Vĩnh Long ngày nay. Tỉnh lỵ: Cần Thơ
- Sóc Trăng: phần lớn tỉnh Sóc Trăng ngày nay. Tỉnh lỵ: Sóc Trăng
- Hà Tiên: một phần tỉnh Kiên Giang ngày nay. Tỉnh lỵ: Hà Tiên
- Rạch Giá: một phần tỉnh Kiên Giang và một phần tỉnh Hậu Giang và Bạc Liêu ngày nay. Tỉnh lỵ: Rạch Giá
- Bạc Liêu: cơ bản diện tích tỉnh Cà Mau, một phần tỉnh Bạc Liêu, Sóc Trăng ngày nay. tỉnh lỵ: Bạc Liêu.

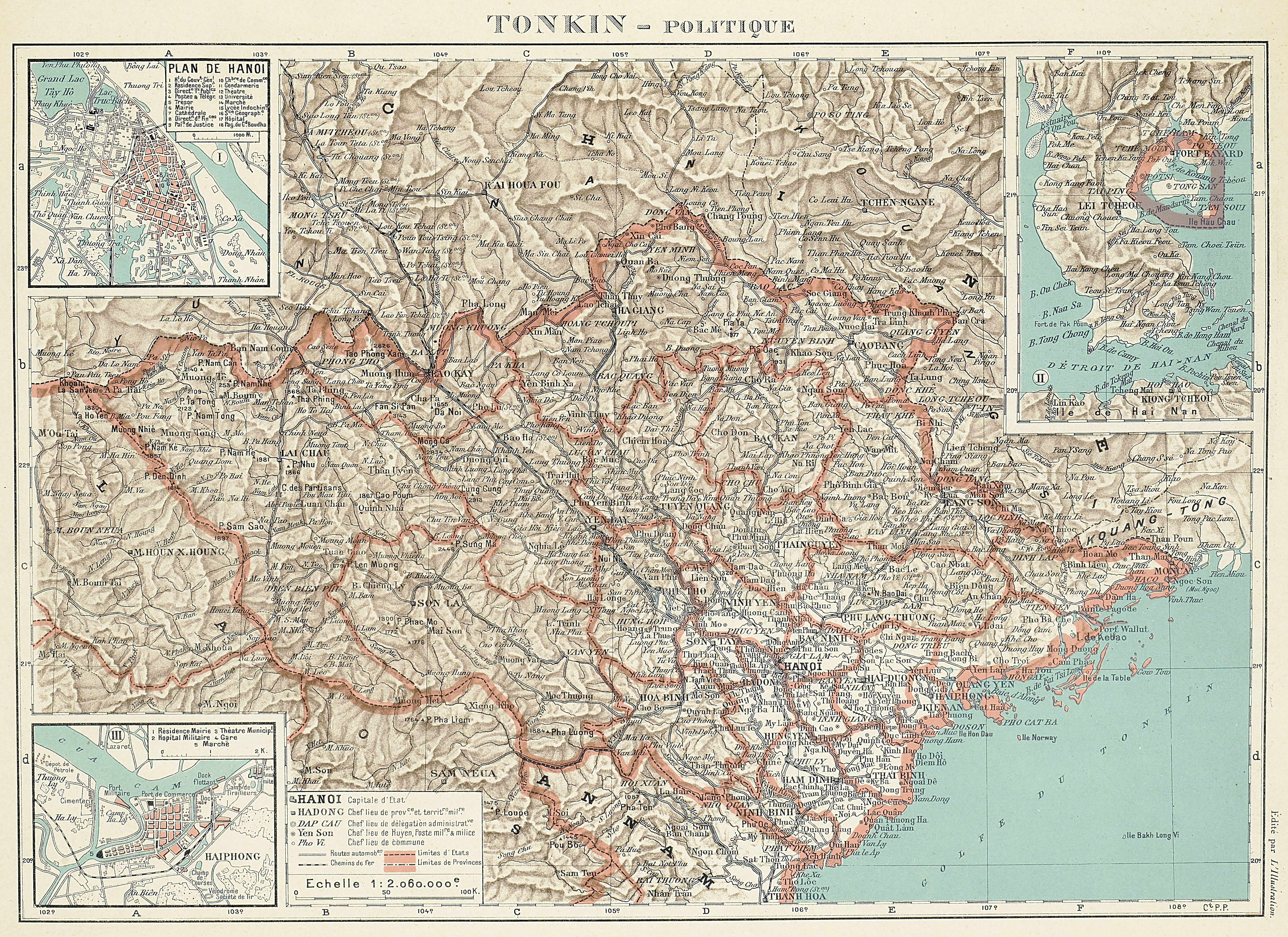
Hành chính Bắc Kỳ năm 1929
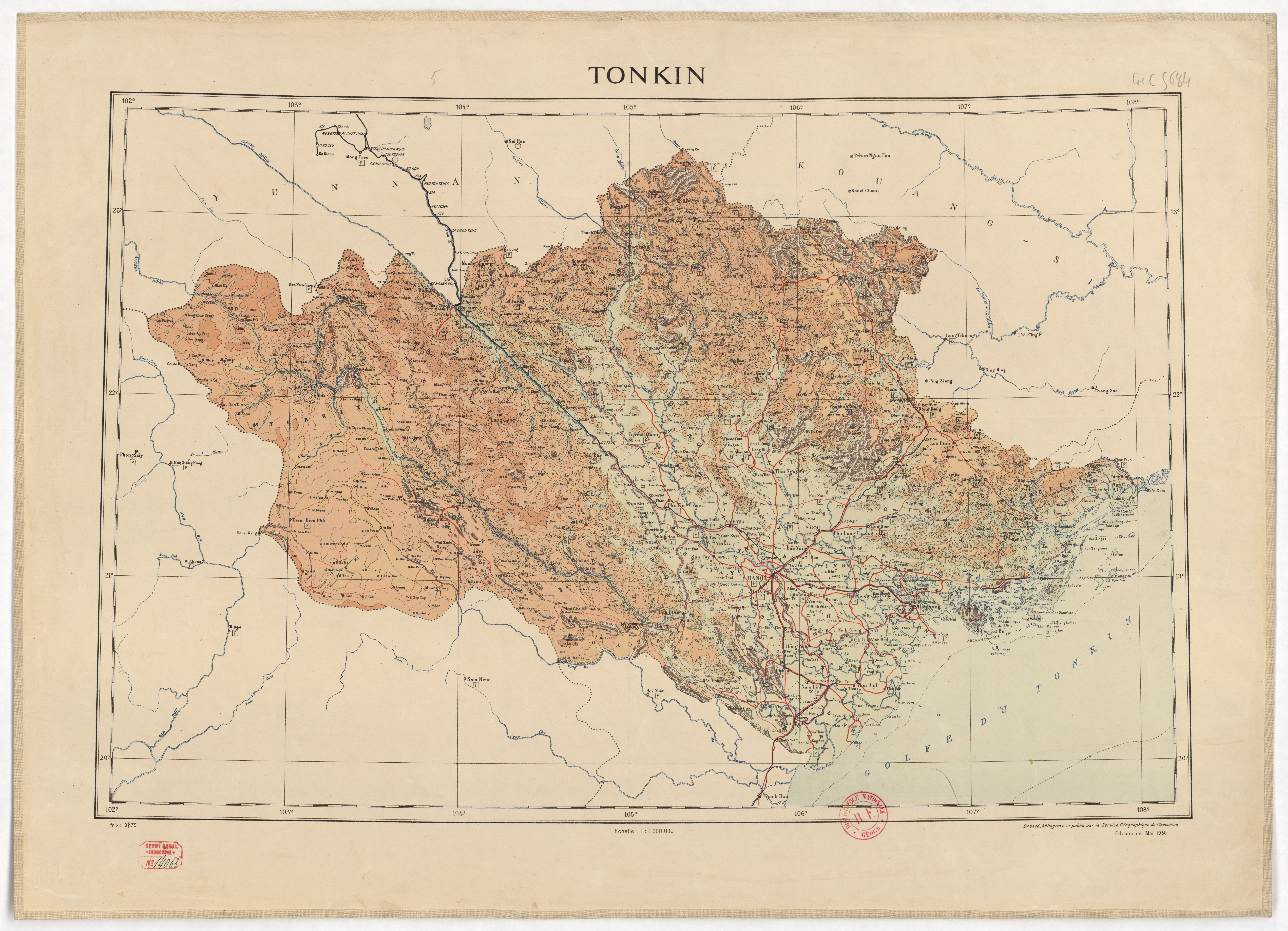
Bắc Kỳ năm 1930
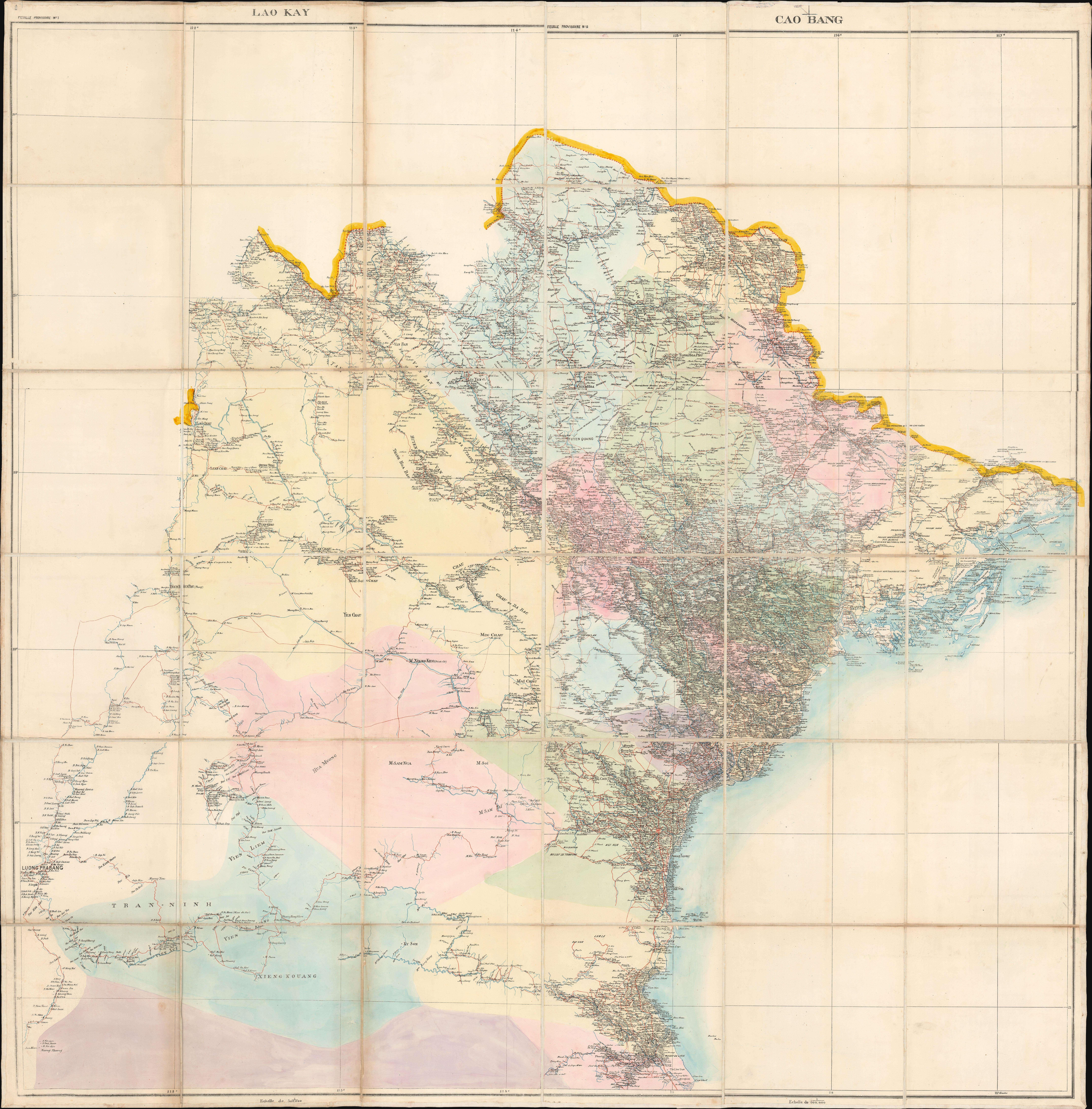
Bắc Kỳ năm 1899
Bắc Kỳ những năm 1889–1895
Bắc Kỳ những năm 1889–1895
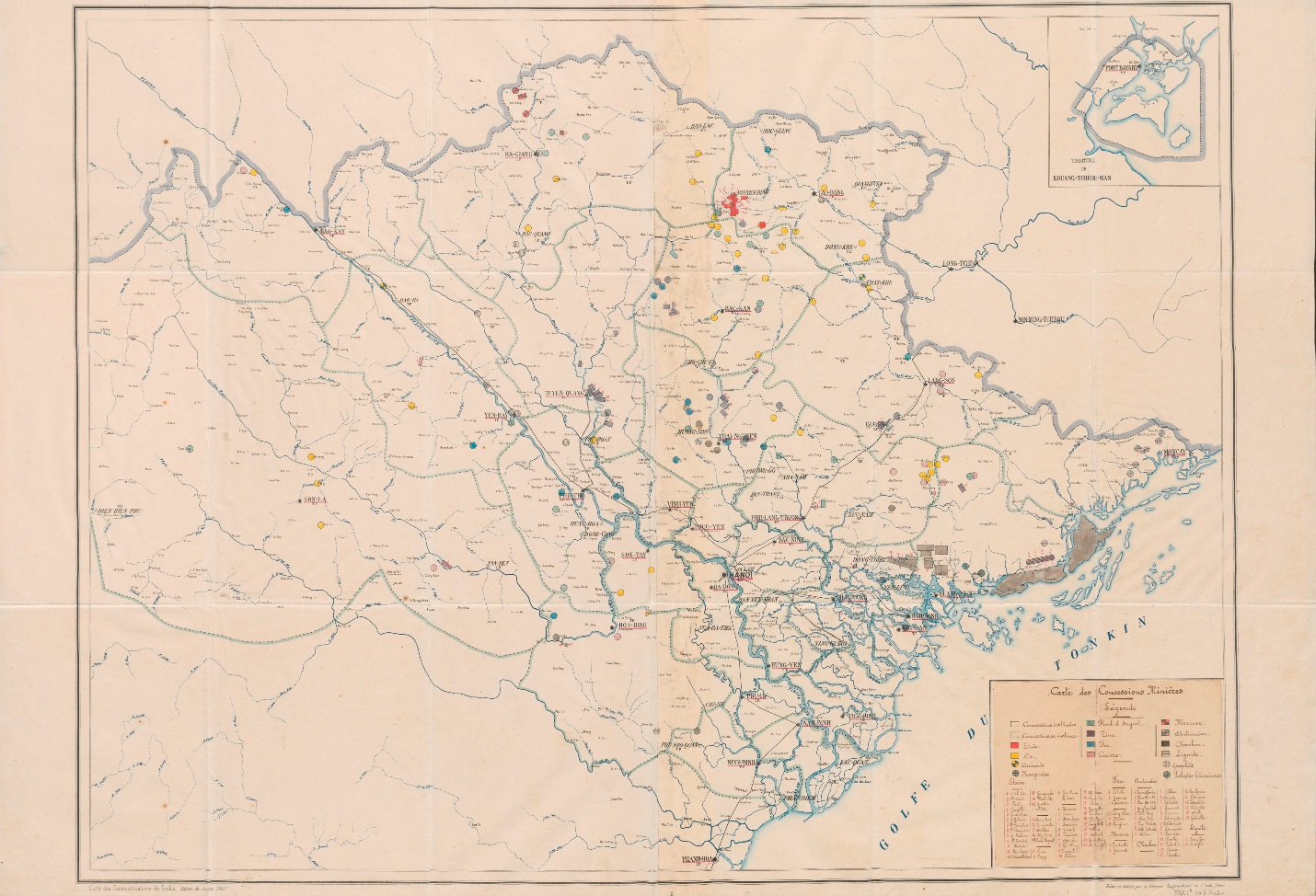
Bắc Kỳ đầu những năm 1900
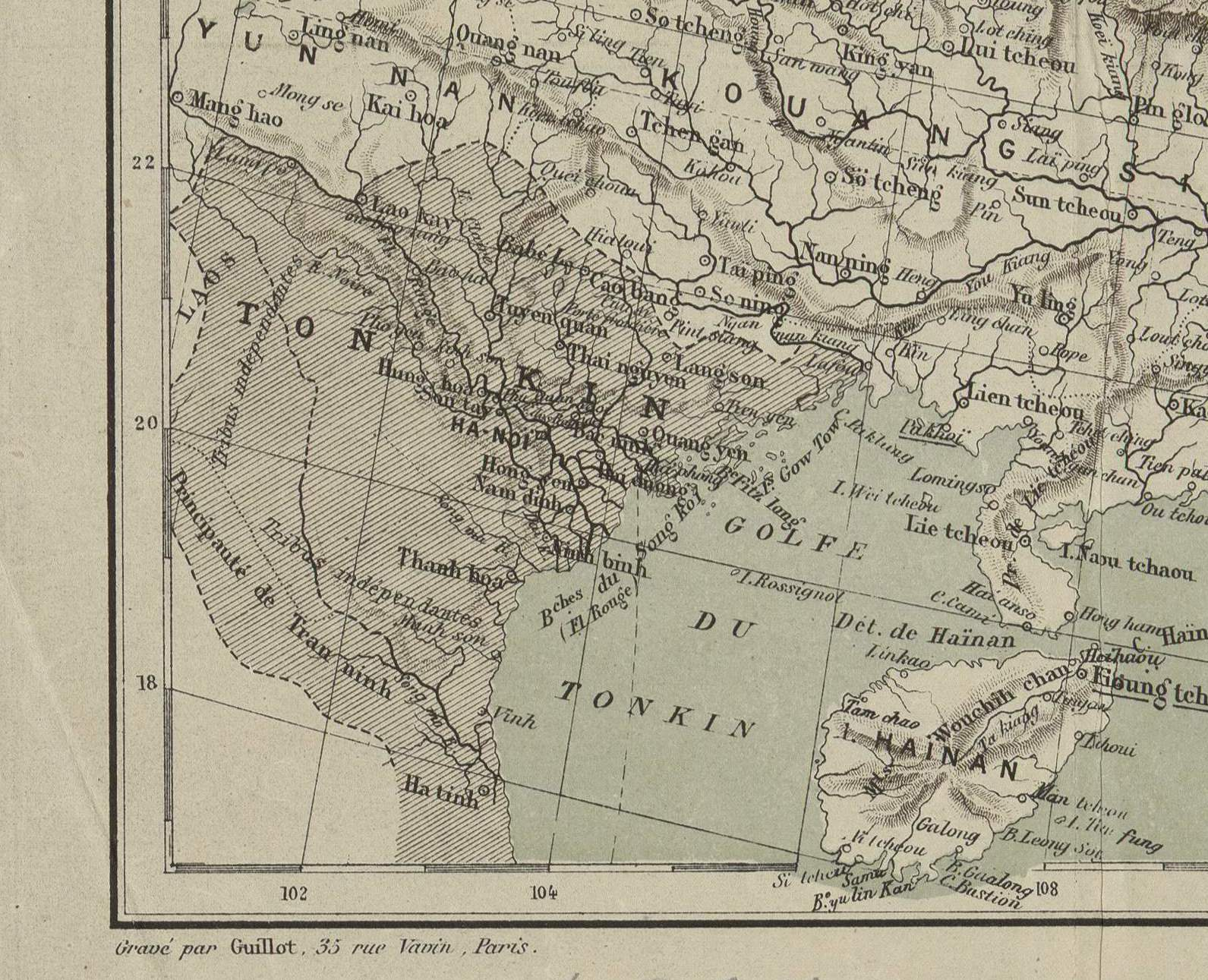
Bắc Kỳ những năm 1880
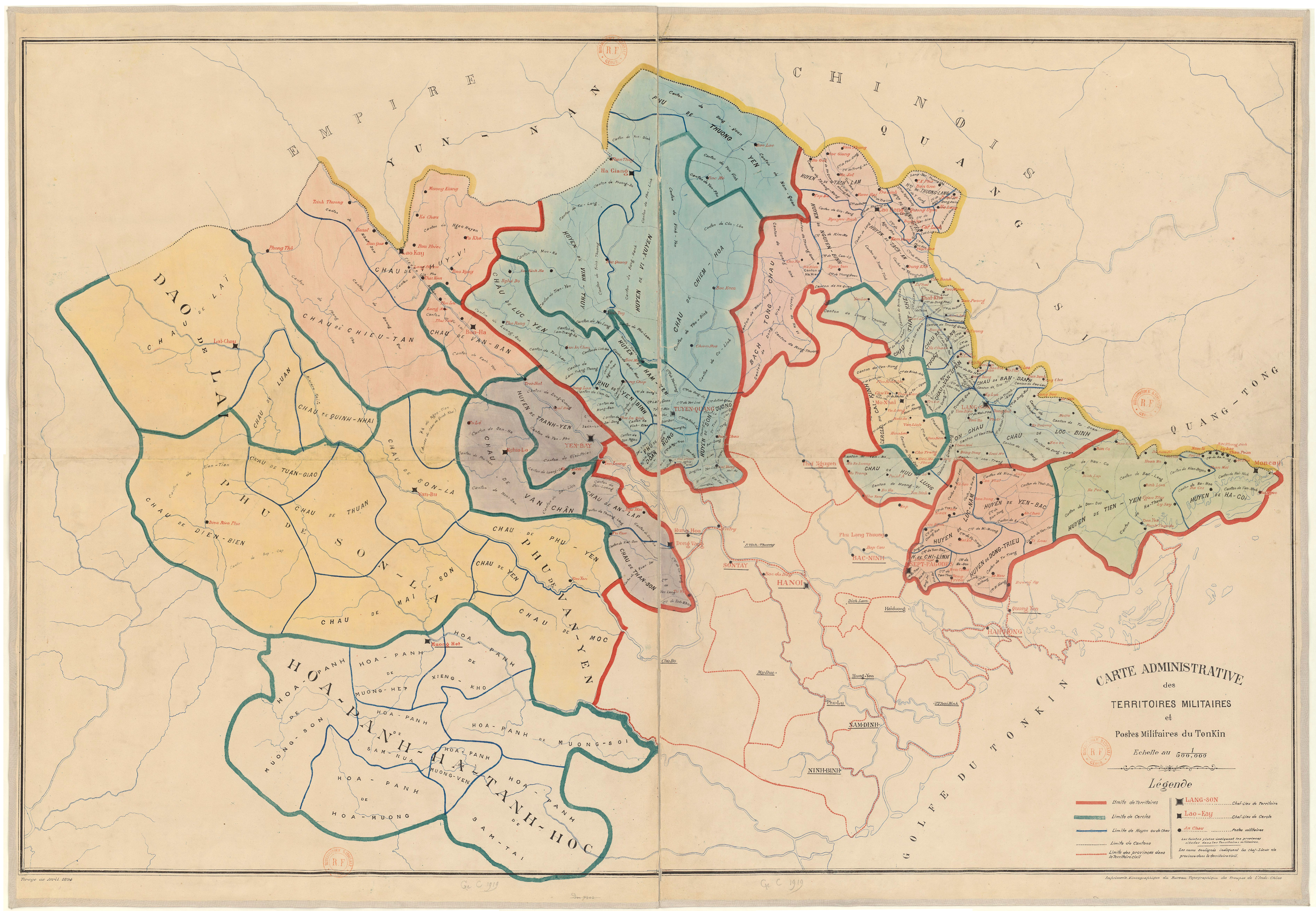
Bắc Kỳ năm 1894
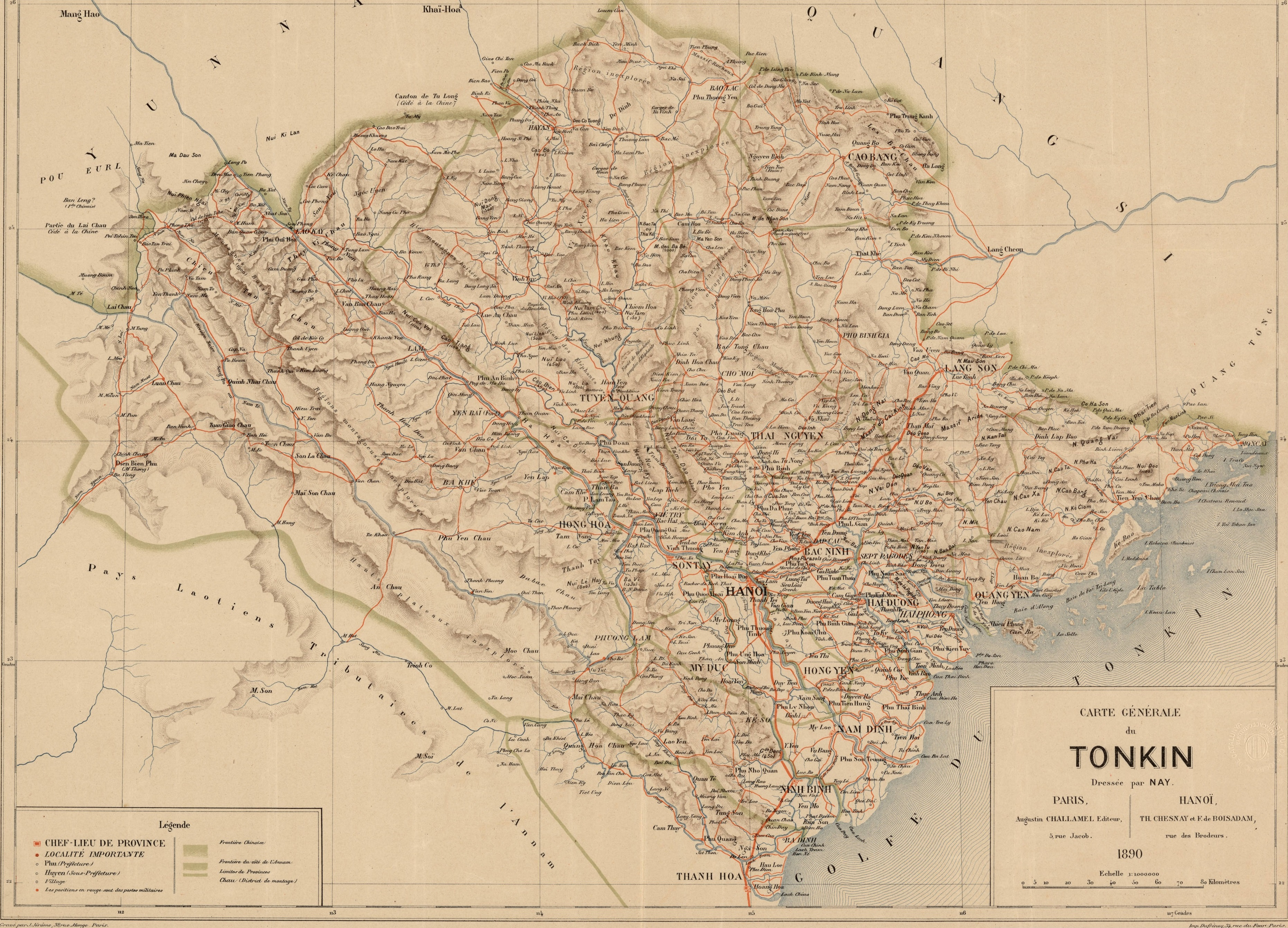
Bắc Kỳ năm 1890
Bắc Kỳ năm 1889
Bắc Kỳ năm 1883
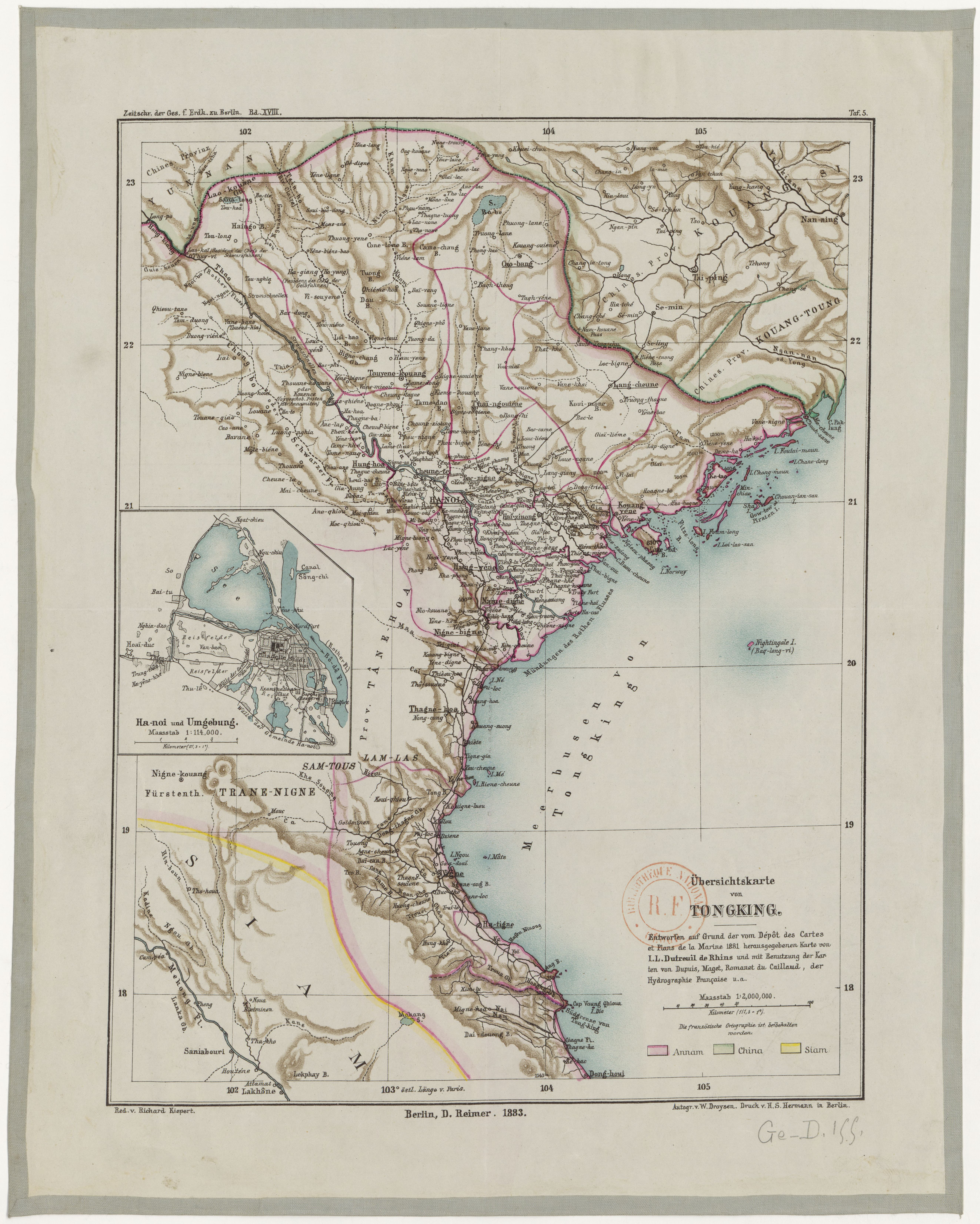
Bắc Kỳ năm 1883
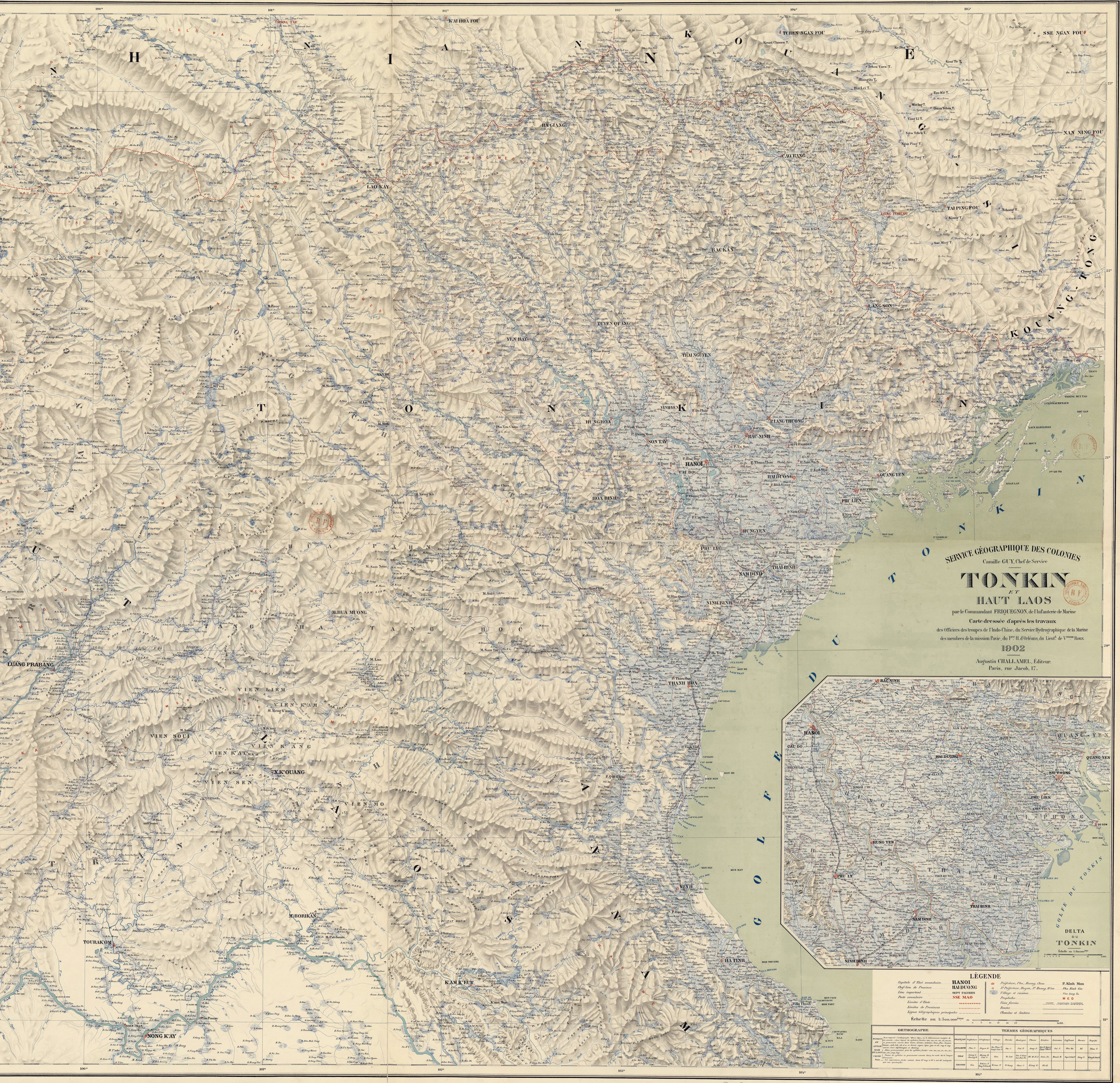
Bắc Kỳ năm 1902
Bắc Kỳ năm 1891
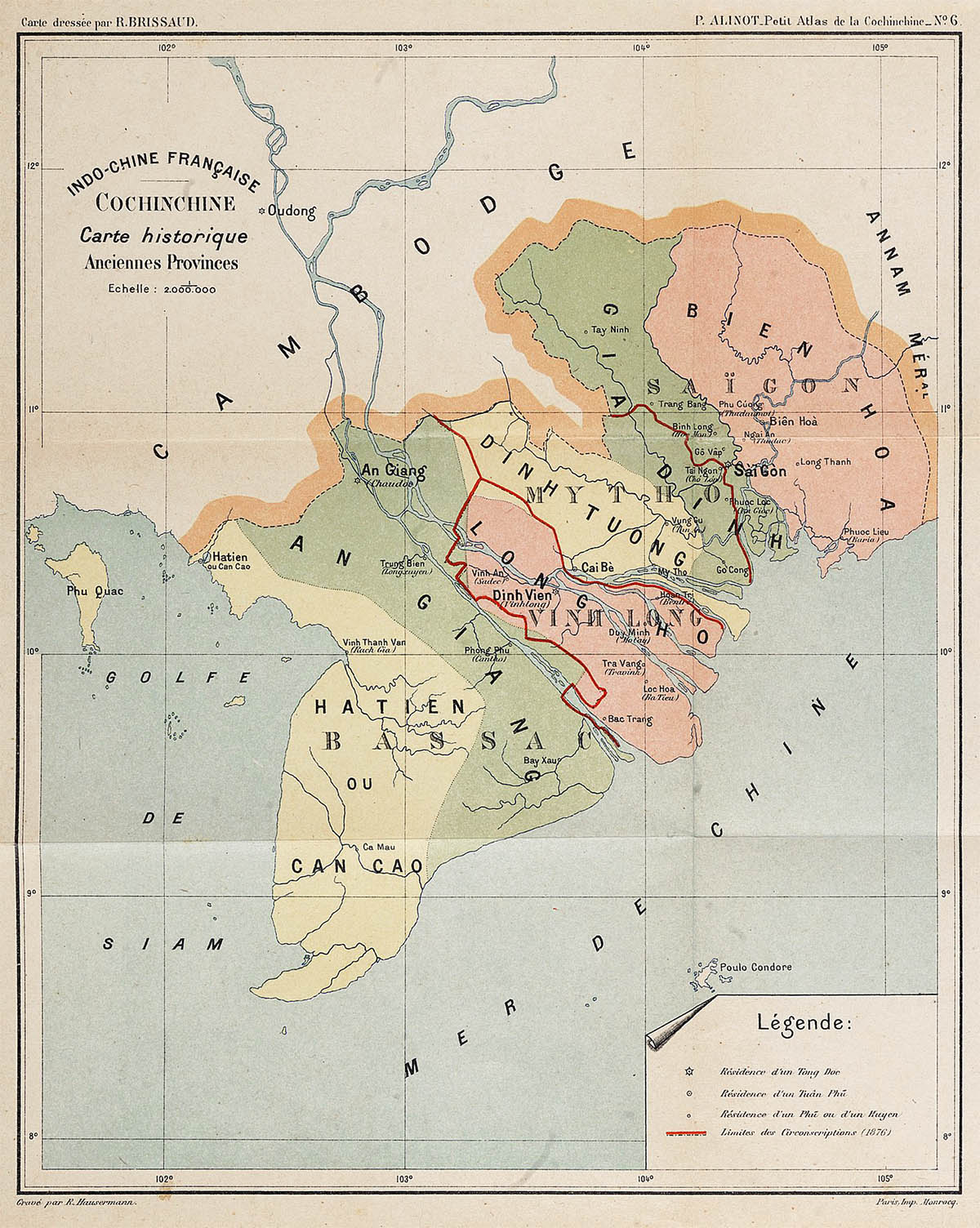
Nam Kỳ năm 1876
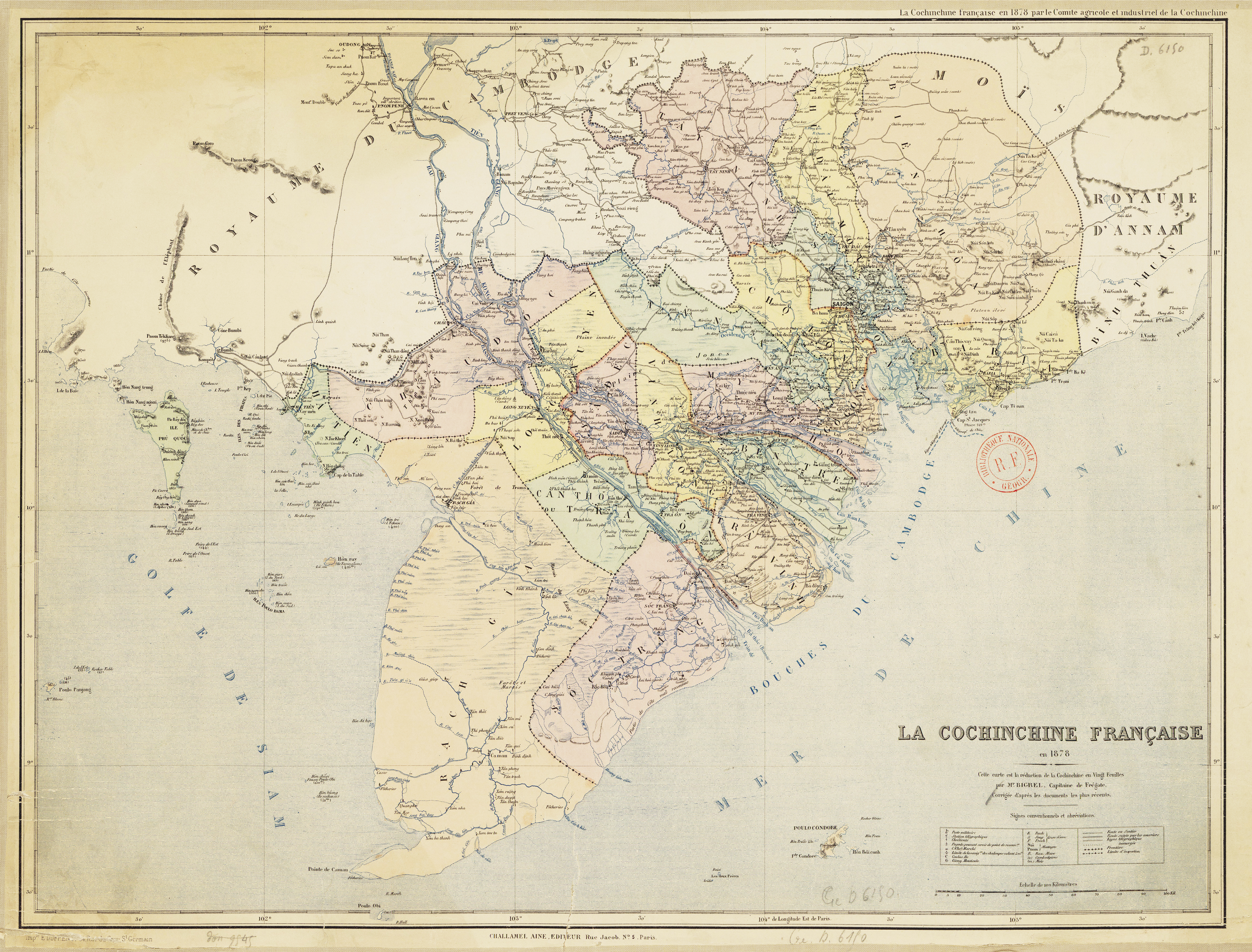
Nam Kỳ năm 1878
Nam Kỳ năm 1882
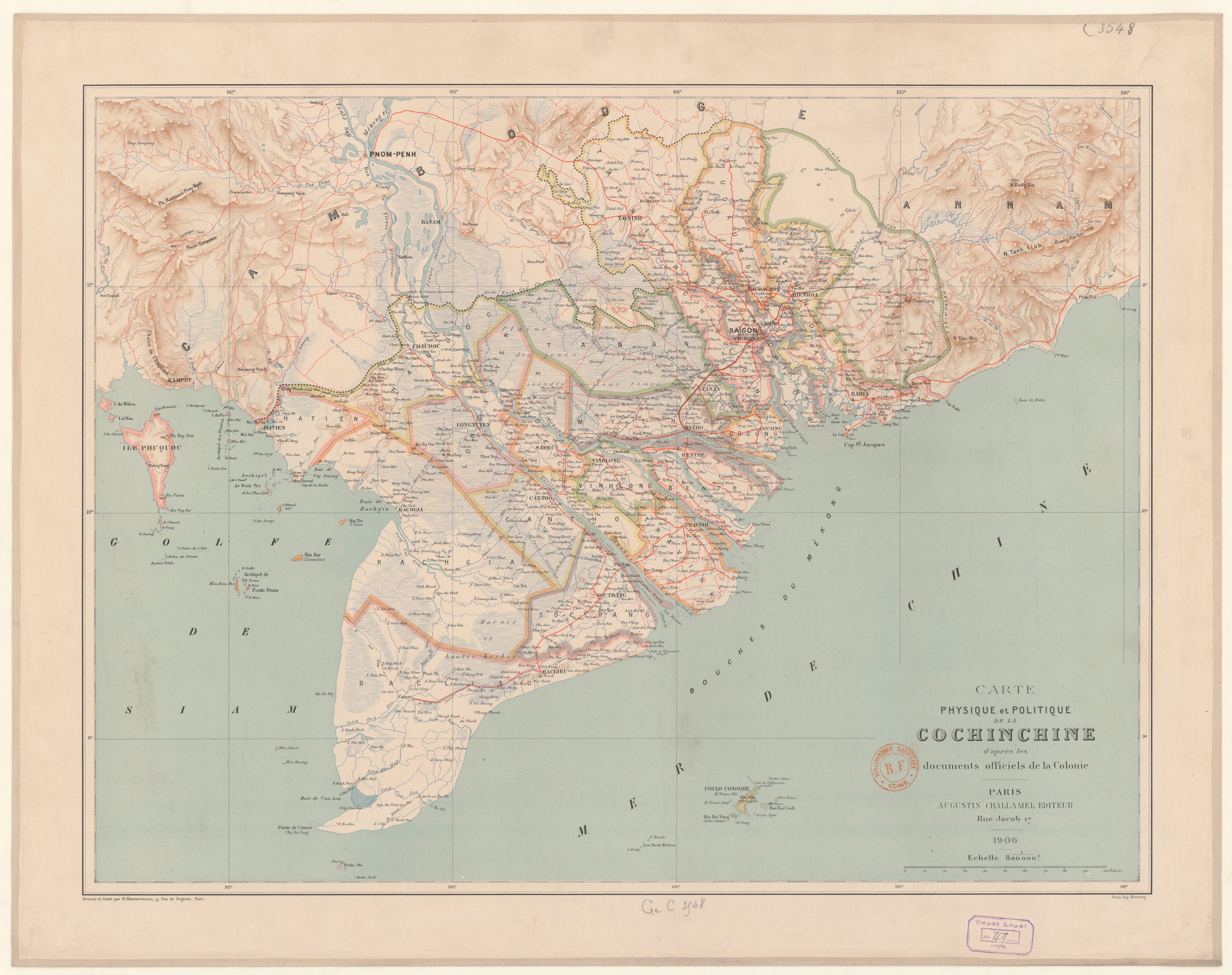
Nam Kỳ năm 1906
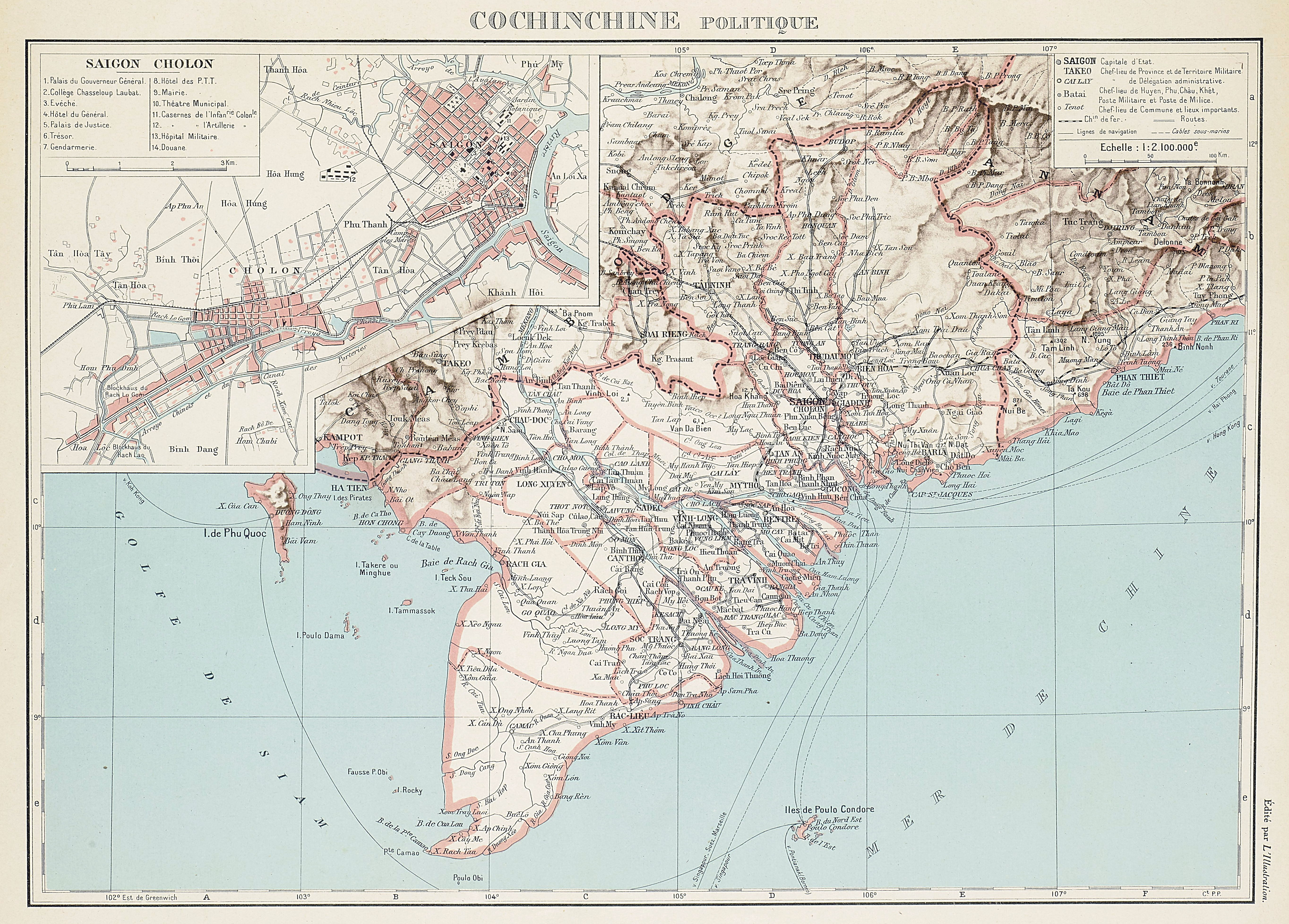
Nam Kỳ năm 1929

## Vấn đềHoàng Sa,Trường Sa

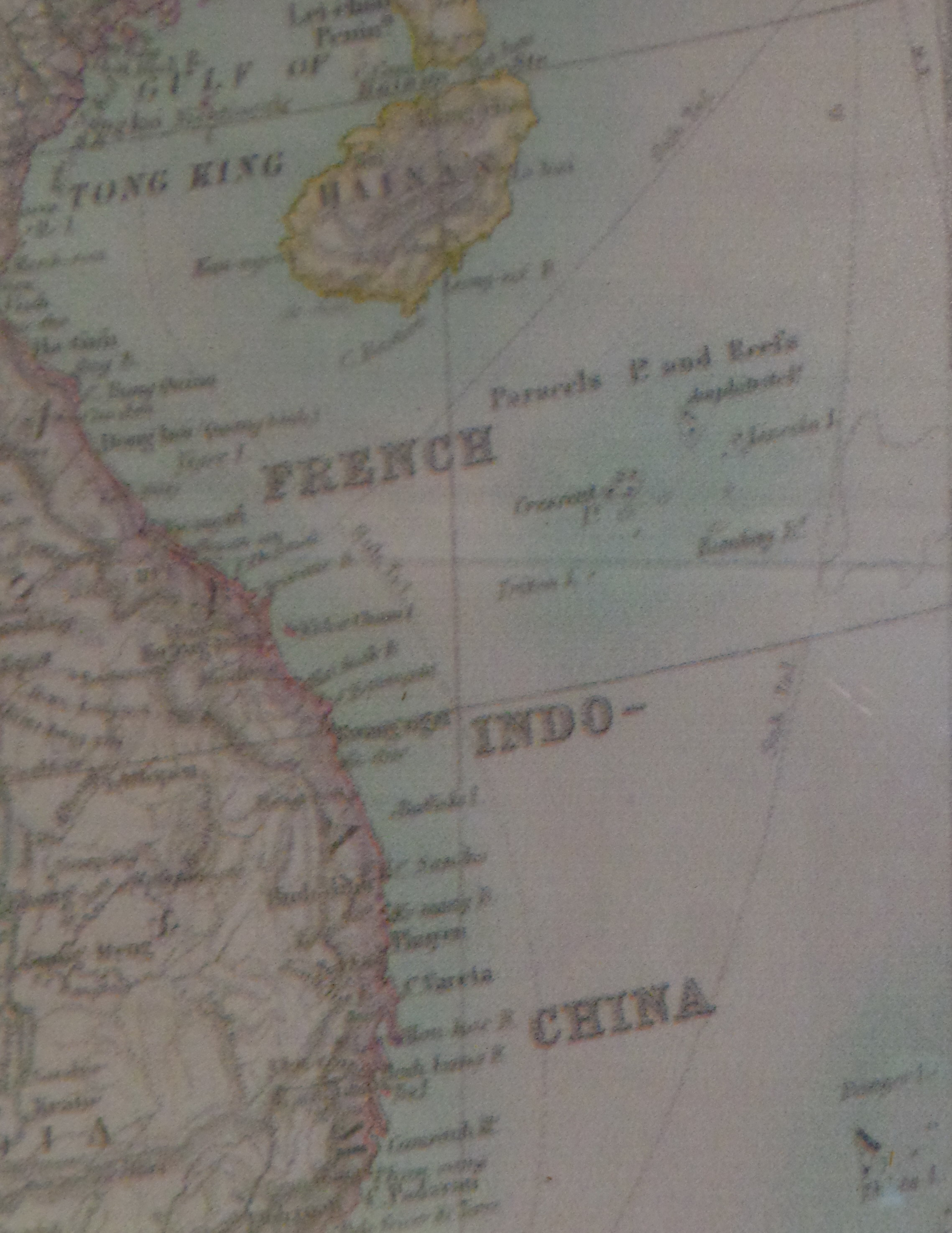
Hoàng Sa (Paracels) trong Đông Dương thuộc Pháp (French Indo-China) vào năm 1914.

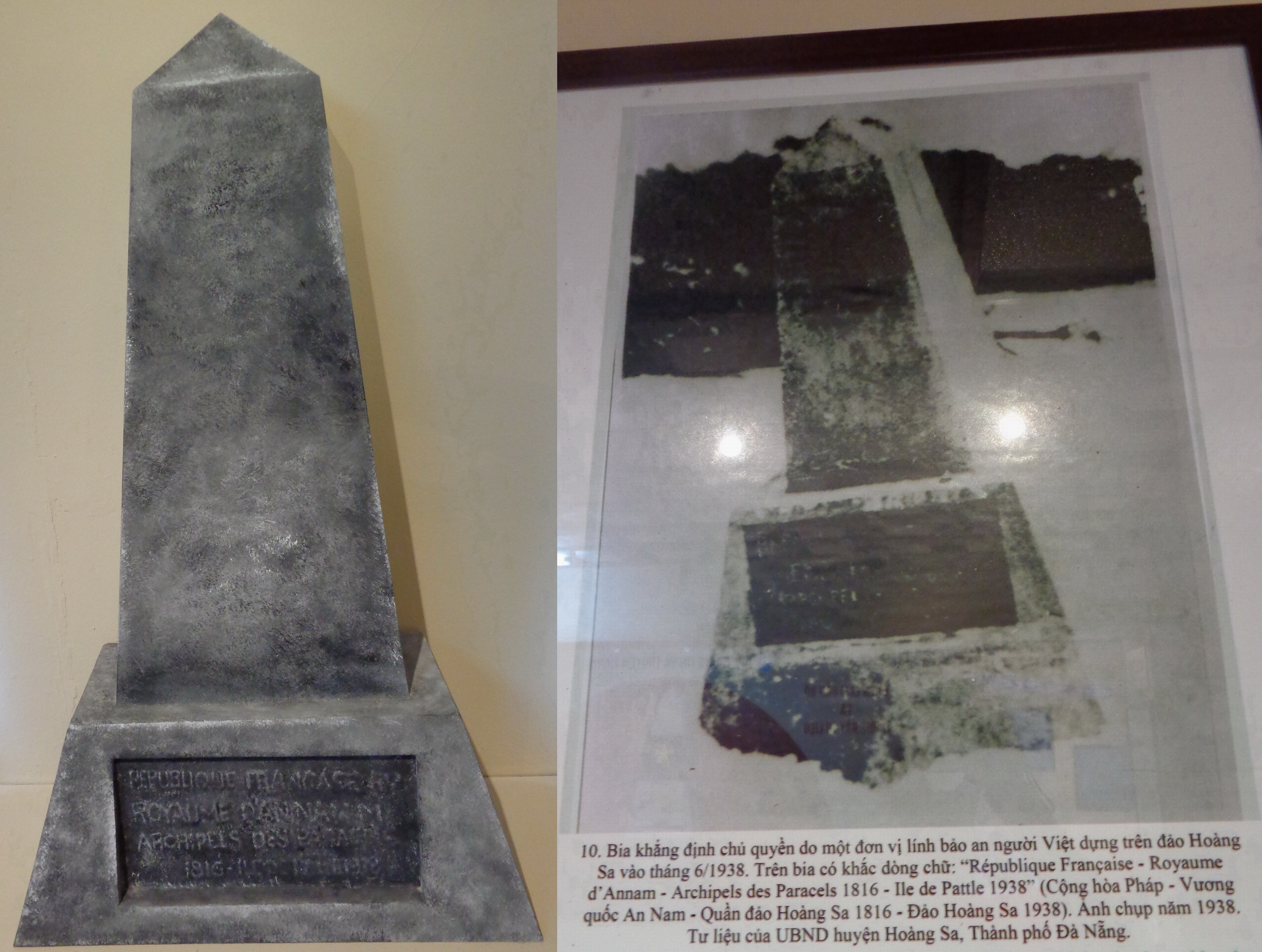
Bia chủ quyền Hoàng Sa của Việt Nam thời Pháp thuộc dựng năm 1938 tại đảo Hoàng Sa của quần đảo Hoàng Sa, khẳng định chủ quyền của Việt Nam trên quần đảo Hoàng Sa (Paracels) liên tục từ năm 1816 (niên hiệu Gia Long thứ 14) đã thuộc chủ quyền của vương quốc An Nam (thời độc lập, quốc hiệu Việt Nam), cho đến thời điểm dựng bia năm 1938 (thời Pháp thuộc, Indochine française).

Hai đội Hoàng Sa và Đội Bắc Hải hình thành từ thời Nguyễn độc lập tiếp tục được duy trì nhiệm vụ khai thác, tuần tiễu, thu thuế dân trên đảo và nhiệm vụ biên phòng bảo vệ hai quần đảo. Từ thập niên 1890 chính quyền Bảo hộ nhân danh triều đình Huế của nhà Nguyễn cũng có dự định dựng ngọn hải đăng để khẳng định chủ quyền của Pháp trên quần đảo Hoàng Sa nhưng đồ án không thực hiện được và mãi đến năm 1938 mới có lực lượng chính thức chiếm đóng quần đảo này. Dù vậy khi nhà Thanh gửi thuyền xâm phạm Hoàng Sa vào những năm đầu thế kỷ 20 thì Bộ Ngoại giao Pháp đã có công văn phản đối. Cuộc tranh chấp này kéo dài cho đến khi người Pháp mất chủ quyền ở Đông Dương và vẫn chưa kết thúc.